# Club de Fútbol Lorca Deportiva
El Club de Fútbol Lorca Deportiva, más conocido simplemente como Lorca Deportiva, es un club de fútbol español de la ciudad de Lorca, fundado el 27 de julio de 2012. Disputa sus partidos como local en el Estadio Municipal Francisco Artés Carrasco, inaugurado el 5 de marzo de 2003 y con una capacidad para 8.120 espectadores. Desde su ascenso en 2025 milita en la Segunda Federación, que supone el cuarto nivel en el fútbol español. Desde la temporada 2022-2023 es propiedad del grupo Own A Team y otros inversionistas mayoritariamente mexicanos, el cual encabeza Jacques Passy, y es presidido por Sergio Zyman.
Pese a fundarse en el año 2012 el Lorca Deportiva tiene sus orígenes en el club del mismo nombre fundado en el año 1969 y disuelto en 1994, del que se declara sucesor. En el año 2002 se refunda bajo la denominación de Lorca Deportiva Club de Fútbol al amparo del Ayuntamiento y empresarios de la construcción locales, adquiriendo una plaza en la Tercera División, pero desaparece de nuevo en 2010. En 2012 se refunda por segunda vez el Lorca Deportiva, impulsado desde categorías regionales por un grupo de aficionados lorquinos encabezados por Joaquín Flores.
Desde sus orígenes el club ha intentado reivindicar la larga y convulsa historia del fútbol en la ciudad, que data del año 1901 con la fundación del Lorca Foot-Ball Club, a través de diferentes acciones como la instauración del Trofeo Manny Pelegrín en honor al introductor del fútbol en la localidad.

## Historia

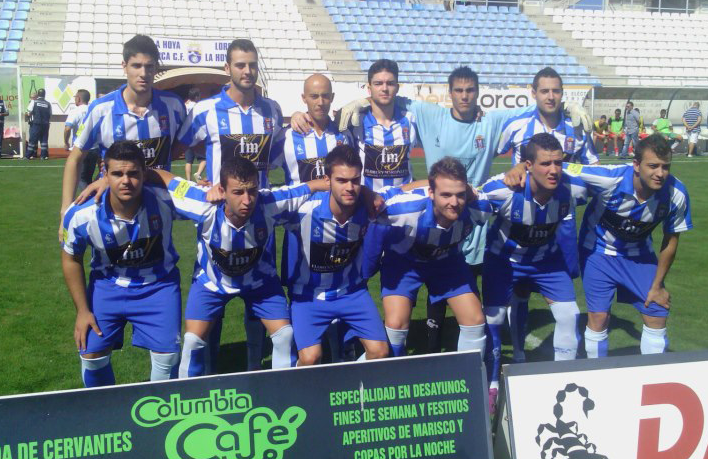
Primer once de la historia del club.

En agosto de 2012 el fútbol de Lorca sufre su enésima desaparición. El Lorca Atlético, que había descendido de Segunda División B a Tercera División al perder el playout en junio desciende administrativamente a Territorial Preferente y no se inscribe pese a rumorearse en días anteriores que sí lo haría. La ciudad se queda entonces con La Hoya como único representante, pero gran parte de la afición de Lorca no se identifica con el club hoyero al ser estos de la pedanía de La Hoya. Finalmente el 27 de julio de 2012 el que fuera delegado del Lorca Atlético Juan Antonio Egea Miñarro refunda el Club de Fútbol Lorca Deportiva, inscribiéndose el 2 de agosto en la Federación Murciana con el n.º de registro 1.484. El club toma el nombre del CF Lorca Deportiva, que llegó a militar en Segunda División en los años ochenta antes de desaparecer en 1994. Unos días después se presenta oficialmente el proyecto, con Salvador Román como entrenador. Pese a que en un principio el club iba a competir en Segunda Autonómica, las desapariciones y renuncias de otros equipos provocan que la FFRM ofrezca al nuevo club una plaza en Primera Autonómica.

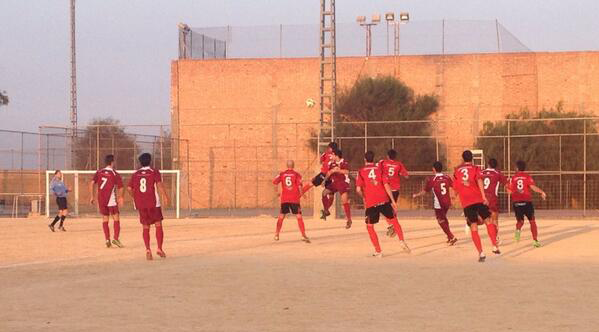
El Lorca en Fuente Álamo.

El 16 de septiembre de 2012 el nuevo Lorca Deportiva disputa su primer partido oficial, es en el Estadio Francisco Artés Carrasco y el rival el Olímpico de Totana B. El encuentro finaliza con empate a uno y José Motos hace el primer gol para la historia del club. El equipo no termina de arrancar, pasando gran parte de la temporada en la parte media-baja de la tabla. El 18 de diciembre de 2012 Juan Antonio Egea abandona la presidencia del club, siendo reemplazado por Joaquín Flores Alcázar y en enero de 2013 el entrenador Salvador Román es cesado del cargo. Juan Peñas, que comenzó la temporada como jugador, se hace cargo del equipo de manera interina. En marzo Jorge Torrecilla es nombrado técnico hasta el final de temporada. El 8 de marzo de 2013 el Lorca Deportiva anuncia el fichaje de Antonio Robles, quien fuera jugador del Lorca CF y Lorca Deportiva CF y capitán de este último durante la temporada 2005/06 cuando el equipo rozó el ascenso a Primera División. Con todos los altibajos el equipo termina la temporada 2012/13 en octava posición, a 12 puntos de los puestos de ascenso.

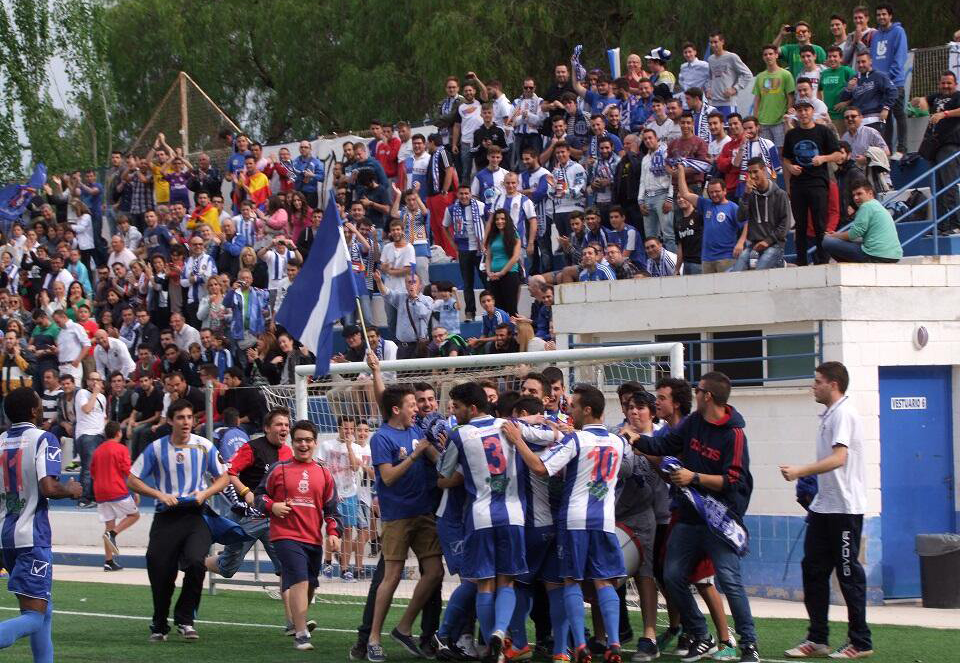
Ascenso a Preferente en 2014.

Para la temporada 2013/14 el club firma como técnico a Leo López, exjugador del Lorca Deportiva CF y segundo entrenador en varias etapas con Unai Emery y Miguel Álvarez. Sin embargo antes de comenzar la temporada Leo López abandona el club para firmar con el Olímpico de Totana de Tercera División, el club firma a Fran Manzanares como sustituto. Pese a perder en la primera jornada el derbi local ante La Hoya B el Lorca Deportiva encadena 12 partidos sin perder y se sitúa en diciembre en la primera posición de la Primera Autonómica. Una derrota frente al Juvenia precipitó la destitución de Fran Manzanares antes de las vacaciones de Navidad. Le sustituye en el banquillo Leo López, que ya había abandonado el Olímpico, debutando en enero con una victoria ante el Sangonera. El 24 de mayo de 2014, con una victoria ante el Alquerías por 2-0, el Lorca Deportiva logra el ascenso a Preferente Autonómica.

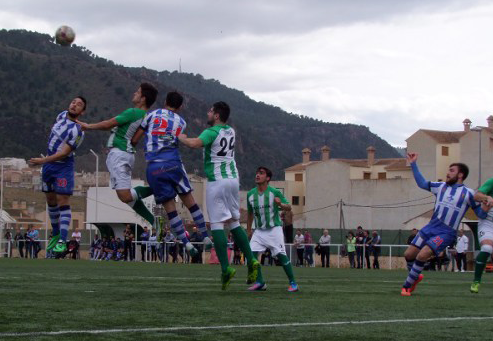
Partido contra Los Garres en 2015.

En el estreno en Preferente Autonómica el Lorca Deportiva se fija como objetivo el ascenso a la Tercera División. El equipo comienza muy bien la temporada, enlazando 7 victorias y 2 empates en las 9 primeras jornadas. Pero pese a ello el equipo no termina de ser regular y se mueve toda la temporada entre los puestos de ascenso directo y los de promoción. El 28 de marzo de 2015, tras perder por 4-1 ante el Alquerías y caer de nuevo a puestos de promoción el entrenador Leo López es destituido. Su sustituto en el banquillo es José María Martínez Morales, "Choche", hasta entonces segundo entrenador y que se hace cargo de manera interina del equipo hasta final de temporada con el objetivo de conseguir el ascenso. Con Choche como primer entrenador el Lorca Deportiva recupera el puesto de ascenso directo a falta de dos jornadas para el final de la liga. En el último partido de la temporada, en casa ante el Abarán, el Lorca necesita la victoria para lograr el ascenso a Tercera División. En un Artés Carrasco que registra una entrada de más de 3.000 espectadores el Lorca Deportiva se impone por 3-0 al cuadro abaranense y, gracias a la derrota del Ciudad de Murcia, consigue proclamarse campeón de la Preferente Autonómica.

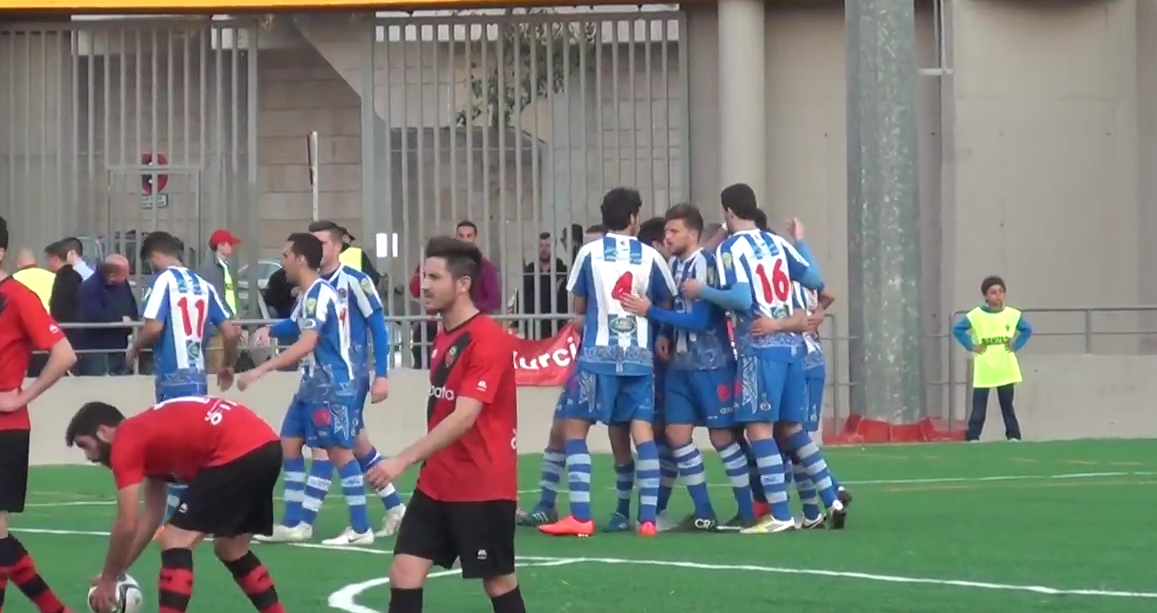
Partido contra el CAP Ciudad.

El Lorca regresa a categoría nacional y en verano se prepara un equipo para tratar de conseguir el tercer ascenso en tres años. Se contrata como técnico a Andrés García Tébar, que ya dirigió al Lorca en los años noventa. Se fichan jugadores importantes en la categoría como Andrés Carrasco, delantero del Águilas, Campanas del Huércal-Overa o el portero Gerardo del Ontinyent. El equipo empieza la temporada muy bien, situándose pronto en los puestos de cabeza sin perder ni un partido y encajando muy pocos goles. Participa en la fase regional de la Copa RFEF, eliminando al Nueva Vanguardia y El Palmar para proclamarse campeón en Totana ante el Alhama. El 1 de noviembre de 2015, tras vencer 4-1 al Ciudad de Murcia el Lorca se sitúa líder de la tabla, posición que no abandonará en todo el campeonato. En la fase nacional de la Copa RFEF el sorteo empareja al Lorca con el Atlético Baleares, ante el que cae eliminado por un global de 7-1. Pese a los grandes resultados del equipo, el mal juego y la mala relación de García Tébar con la plantilla termina con la destitución del técnico manchego el 7 de marzo. Le sustituye el dúo formado por Isaac Jové y Manolo Gómez. Tras un final de liga apretado el Lorca Deportiva se proclama campeón del grupo XIII de Tercera División con un punto de ventaja sobre el Águilas. El sorteo de la promoción de ascenso a Segunda División B empareja a los de la ciudad del Sol con el Córdoba B, campeón del Grupo X. En el partido de ida en el Nuevo Arcángel el Lorca Deportiva remonta el 1-0 inicial de los locales para terminar venciendo por 1-2. En el partido de vuelta la semana siguiente, con todo preparado en la ciudad para celebrar el posible ascenso de los blanquiazules, el filial del Córdoba pasa por encima del Lorca ganando en el Artés Carrasco por un contundente 0-3, obligando a los lorquinos a jugar la repesca para poder ascender. En el primer partido de la segunda eliminatoria el Lorca Deportiva arranca un empate en Alméria ante el El Ejido. En la vuelta en Lorca el conjunto celeste logra vencer por 1-2 con un gol en el minuto 89 dejando a los lorquinos en Tercera, y con la continuidad del club en el aire entre rumores de una posible fusión con La Hoya. Tras numerosas reuniones, y cuando varios medios locales habían incluso anunciado la unión de Lorca Deportiva y La Hoya, no se llega a un acuerdo y el club sale a competir en solitario la temporada 2016/17 con un presupuesto más bajo y jugadores de Lorca y comarca en su mayoría. El 7 de julio se anuncia al lorquino Sergio Sánchez, el año anterior en La Hoya B, como nuevo técnico.

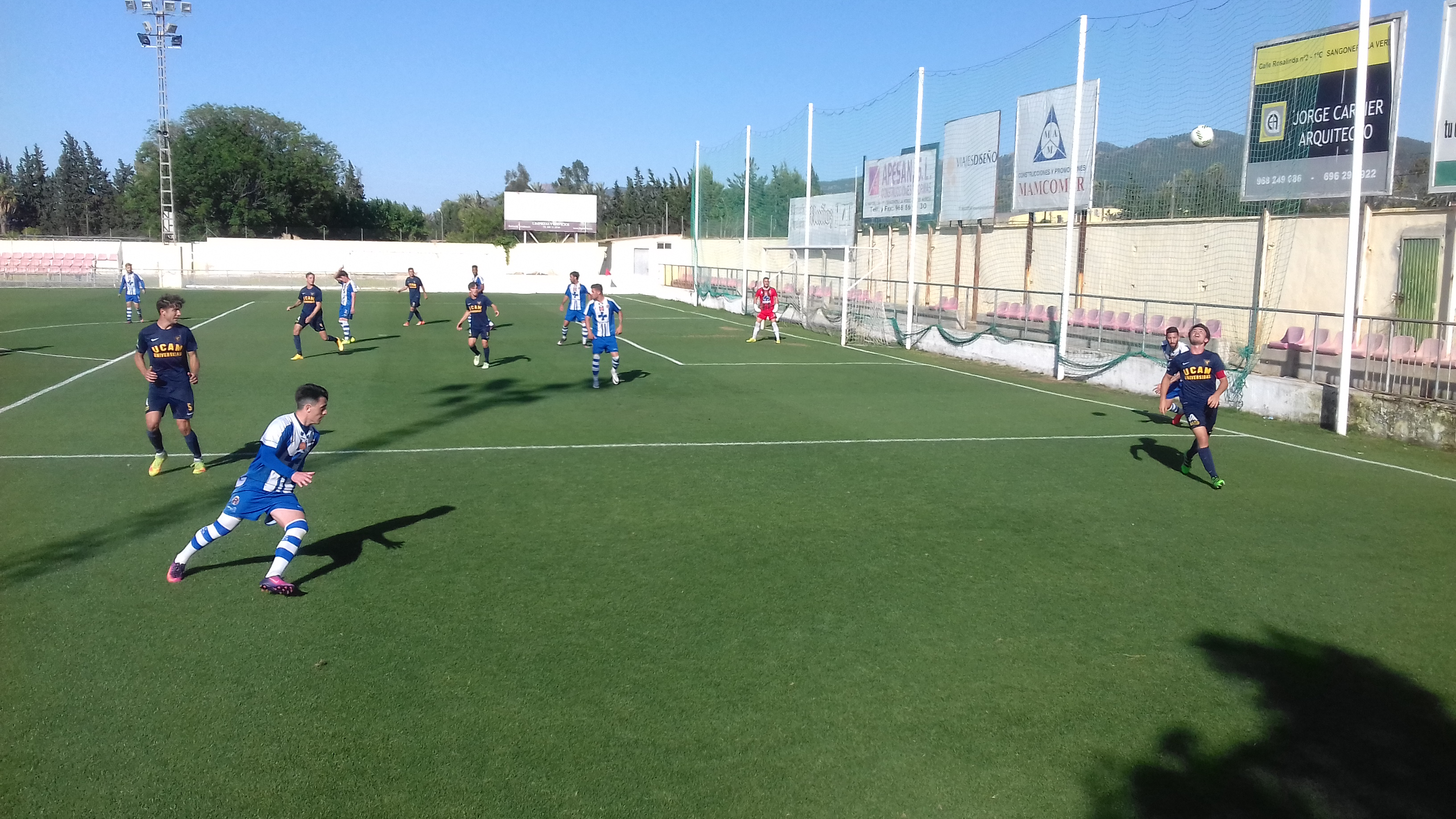
El Lorca en el Mayayo en 2017.

El verano es muy complicado para la entidad, pues el intento de fusión con La Hoya provoca un daño social difícil de reparar. Además el futuro de la entidad, pese a competir con el objetivo de ascender a Segunda División B, sigue muy en el aire. En agosto el Lorca debuta en Copa del Rey en un derbi contra La Hoya (que ya emplea de manera oficiosa el nombre de Lorca Fútbol Club) muy tenso en el que se impone el club de superior categoría por 1-2. La segunda campaña en Tercera arranca con una derrota por 4-2 en La Arboleja contra el Cieza. Tras el traspiés de la primera jornada el Lorca encadena nueve victorias y un empate, incluyendo una histórica victoria por 0-1 en el El Rubial ante el Águilas. El 20 de noviembre, tras ganar en el "miniderbi" a La Hoya B, el Lorca se sitúa líder del grupo. El 7 de diciembre, cuando parecía que al final de temporada se iba a producir la tan cacareada fusión, se anuncia la llegada al club como director general de Pedro Cordero Sánchez. Cordero, a la cabeza de un grupo inversor respaldado por Quique Pina, se hace con las riendas del club con el objetivo de adquirirlo en propiedad si se ascienda a Segunda B.

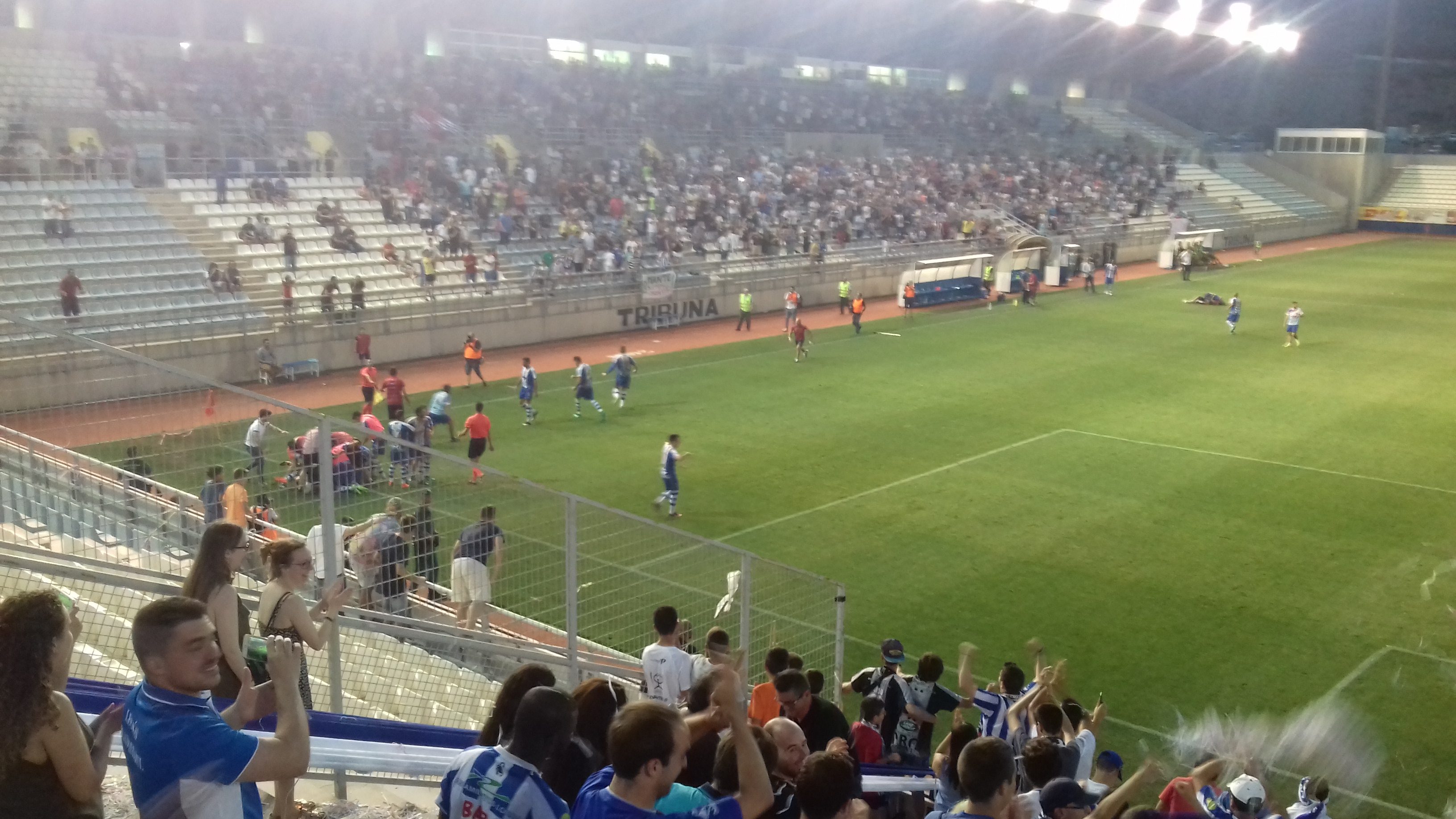
Gol del Lorca al Alcobendas.

Para lograr el ascenso en el mercado de invierno llegan hasta 10 jugadores de superior categoría como Wilson Cuero, Antonio Cañadas o Sergio Mantecón. Sin embargo tanto cambio de cromos resulta ser contraproducente y el equipo no funciona en la segunda vuelta tan bien como en la primera, hasta el punto de que tras empatar a uno en casa contra el Pinatar Sergio Sánchez es destituido. Le reemplaza José Emilio Galiana, quien con 3 victorias en 5 encuentros consigue el campeonato del Grupo XIII de Tercera División finalizando empatado a puntos con La Hoya B. En el sorteo de la eliminatoria de campeones el Lorca es emparejado con el Betis B, campeón del Grupo X. En la ida jugada en el Benito Villamarín el Lorca cae por 2-0. En la vuelta en el Artés Carrasco el Lorca intenta la machada de remontar, pero tras ir ganando al descanso 1-0 termina empatando 1-1 y debe jugar un año más la repesca por el ascenso. En la primera eliminatoria el Lorca se ve las caras con el Jerez extremeño, al que elimina con un empate en el Manuel Calzado y un contuntente 4-0 en el Artés Carrasco. En la última y definitiva ronda el bombo empareja al Lorca con el Alcobendas, tercer clasificado del grupo madrileño. En el partido de ida en Madrid el Lorca se impone por 1-2 con dos goles de falta de Antonio Cañadas. En la vuelta, una semana más tarde en el Artés Carrasco, el Lorca vuelve a imponerse al Alcobendas por 3-1 y logra el ascenso a la Segunda División B.

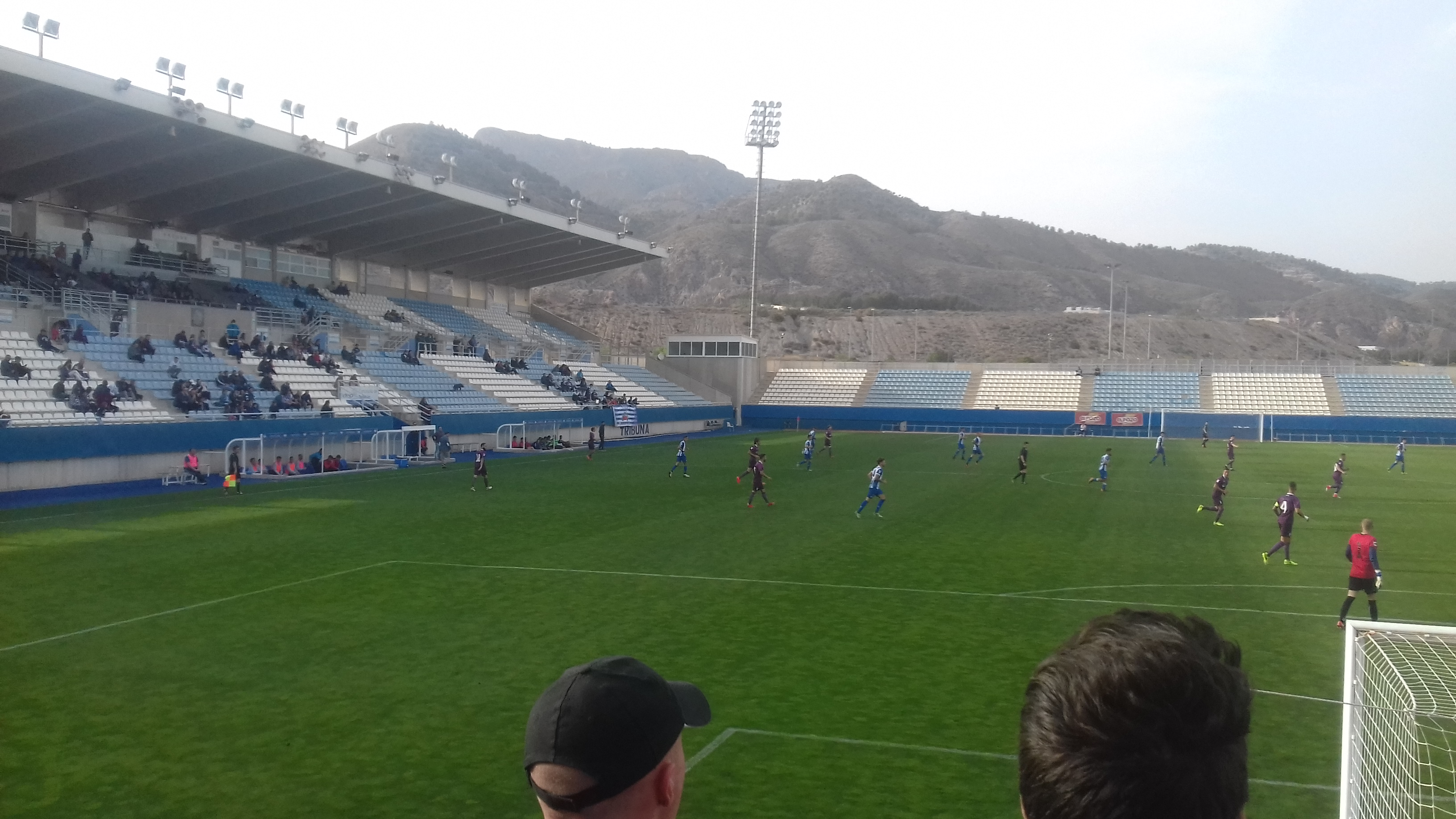
El Lorca enfrentándose al Jumilla.

El Lorca se pone en marcha el 7 de julio con la presentación de la campaña de abonos, sin embargo los fichajes tardan en llegar. A principios de agosto el equipo cuenta aún con muchos jugadores a prueba y la plantilla está lejos de completarse. La pretemporada tampoco es buena y el 10 de agosto, a solo 10 días de comenzar la liga, se despide al entrenador José Emilio Galiana. El 13 de agosto se anuncia a Manuel Palomeque, hasta ese momento en el Mar Menor, como nuevo entrenador tras un amistoso del Lorca en San Javier. La liga empieza el 20 de agosto y el Lorca no tiene suficientes jugadores para completar una convocatoria. En el debut en Segunda División B el equipo cae con estrépito ante el Betis Deportivo por 4-1. La primera victoria no llega hasta el 22 de octubre, al ganar 0-2 al Mérida. Sin embargo, tres nuevas derrotas consecutivas le cuestan el puesto a Palomeque, que es cesado el 5 de noviembre. Palomeque acusa al director general Pedro Cordero de engañarlo en verano, cuando le prometió una serie de fichajes que nunca llegaron. El 7 de noviembre llega al banquillo lorquinista Mario Simón, quien se estrena con un empate ante el Granada B y una victoria en casa contra Las Palmas Atlético. Con Simón el Lorca reacciona en la segunda vuelta, llegando a ser uno de los mejores conjuntos tras el parón de navidades. La distancia a la salvación se recorta considerablemente: de 11 puntos en diciembre se pasa a solo en 2 marzo. Pero un nuevo bajón del equipo, lastrado por la corta plantilla y las lesiones de jugadores importantes como Carrasco, acercan al equipo al descenso a Tercera División el cual se consuma el 21 de abril al perder frente al Jumilla. En el último partido en casa, tras perder frente al Real Murcia, la afición agradece a plantilla y cuerpo técnico el esfuerzo realizado para tratar de mantener la categoría.

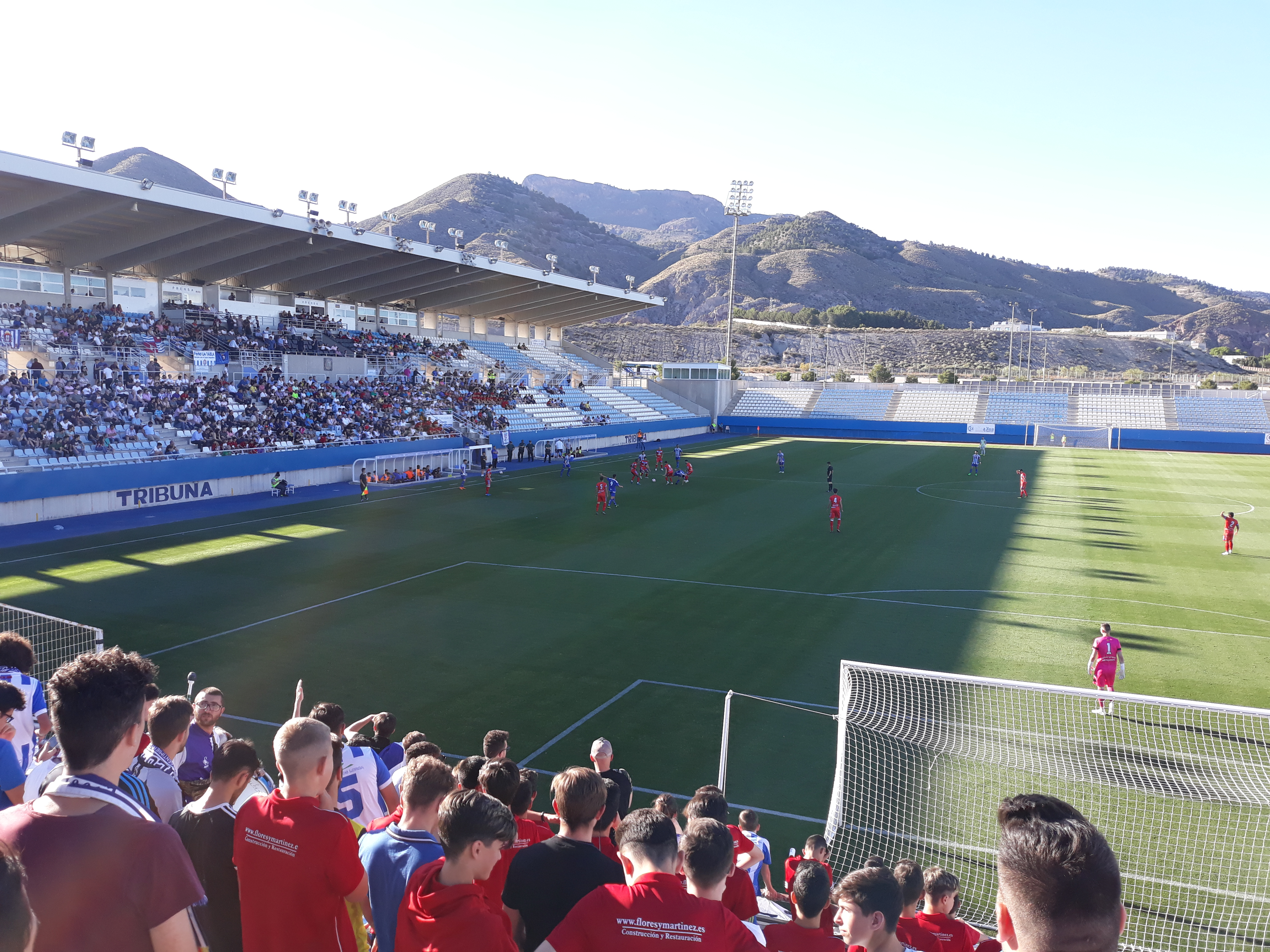
Play-off contra el CD Sariñena.

Tras el descenso a Tercera División el entrenador Mario Simón y la gran mayoría del plantel abandona la entidad. Pedro Cordero iba a ser el encargado de planificar, un año más, la temporada del Lorca Deportiva pero finalmente tanto él como sus inversores abandonan la entidad a principios de julio. La responsabilidad de la gestión recae de nuevo en Joaquín Flores y el lorquino Sergio Sánchez, que vuelve como entrenador año y medio después. El club sigue creciendo y gracias a un acuerdo con el San Francisco CD se crea el Club de Fútbol Base Lorca Deportiva, que cuenta con equipos en todas las edades del fútbol base regional. Con una plantilla completamente nueva a excepción del guardameta Alberto Hortal y el lateral Adrián Argachá (que se incorpora en septiembre) el Lorca Deportiva arranca la temporada de manera irregular, con solo tres victorias en los primeros nueve partidos. En la fase regional de la Copa Federación el Pulpileño apea al Lorca en la primera ronda. Sin embargo tras una racha de 5 partidos ganados (incluyendo una victoria frente al Lorca FC en el primer derbi en competición liguera de la historia) el equipo se mete en la lucha por el play-off. Tras perder frente al Águilas en El Rubial el 20 de enero el Lorca encadena una racha de 19 partidos sin perder, de los cuales gana 15. Esto le lleva a luchar por el campeonato hasta el final de liga con el Yeclano Deportivo. En la última jornada el Lorca se queda sin el campeonato al marcar el portero del Yeclano un gol en el descuento para lograr el punto que necesitaba el equipo del altiplano para ser campeón en su partido contra el UCAM B. El Sariñena es el primer rival del Lorca en el play-off, los aragoneses son capaces de cortar la racha del Lorca ganando el primer partido en su estadio en Aragón pero en la vuelta en el Artés Carrasco le da la vuelta a la eliminatoria con un 3-0. En la segunda ronda el rival son los canarios del Unión Viera, quienes eliminan a los lorquinos gracias al valor doble de los goles fuera de casa (1-0 en Las Palmas y 2-1 en Lorca).

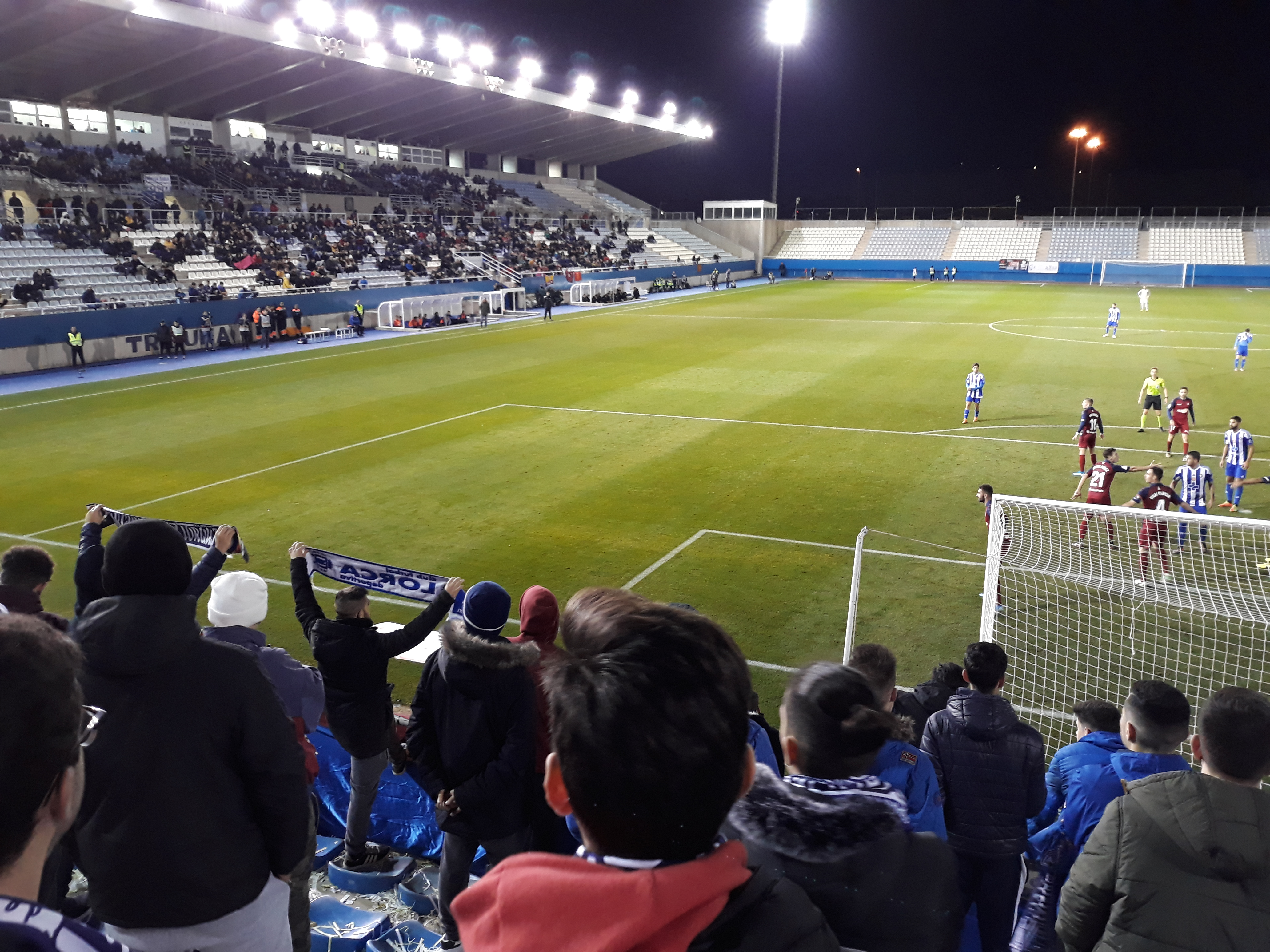
Partido de Copa contra Osasuna.

La temporada 2019/20 se convierte en la más complicada del club desde la refundación. Arranca el 10 de julio de 2019 con la ventea del club por parte de Joaquín Flores a un "grupo inversor" cuya cabeza visible es el bilbaíno José Antonio Presa "Puskas", quien ya en la rueda de prensa de presentación se niega a decir quienes son las personas que tiene detrás. Se empieza a montar un equipo con el objetivo de ascender a Segunda División B, entre ellos el histórico goleador del club Andrés Carrasco. Ya en agosto la gente de Puskas incumple los pagos acordados a Joaquín Flores por la venta del club, pero siempre aseguran que es un problema de liquidez y que el dinero "está por llegar". Pasadas tres jornadas de liga salta la noticia de que la plantilla aún no ha recibido un solo euro de sus contratos y "Puskas" deja Lorca para, según él, desbloquear la situación. El 6 de octubre en el partido de la jornada 7 contra El Palmar los jugadores se plantan y piden la marcha de "Puskas" y el "grupo inversor" fantasma, del que solo se conoce el nombre del presidente José Manuel Lago. Durante el mes siguiente el club vuelve a manos de Joaquín Flores, varios jugadores cercanos a "Puskas" (la mayoría procedente del Cristo Atlético) abandonan el club, y se empieza a buscar una nueva alternativa. Tras varias semanas de gestiones el argentino Hugo Issa se convierte en nuevo presidente del Lorca el 11 de diciembre. Issa se hace cargo de las nóminas pendientes así como de la compra de material para el club. La estabilidad regresa al Lorca Deportiva y el equipo, que ocupaba ya puesto de play-off, empieza a recortar puntos con el líder. El 19 de diciembre el Lorca se enfrenta en Copa del Rey a Osasuna, primer enfrentamiento de la historia del club contra un Primera División, que vence en la eliminatoria por 0-3. Tras varios meses recortando puntos el Lorca Deportiva se asienta en el liderato con una victoria de postín en Nueva Condomina frente al Real Murcia Imperial el 8 de marzo. Con el equipo en su mejor momento la Pandemia de Coronavirus en España obliga a la suspensión de la competición liguera sin fecha de retorno. Durante las semanas siguientes se suceden los rumores sobre cómo va a finalizarse las competiciones futbolísticas en España: desde que la liga se reanudará en verano, hasta que se podría dar por nula o por ascendidos a los líderes en el momento de la suspensión. El 6 de mayo la RFEF anuncia que la liga regular en Segunda División B y Tercera División se da por finalizada con las clasificaciones que había en el momento de la suspensión y que se disputará un "play-off exprés" en sede neutral y a partido único. En la Región de Murcia la FFRM designa Pinatar Arena como sede para disputar el play-off, además los equipos mejor clasificados tendrá la ventaja de pasar en caso de empate. El 18 de julio, más de cuatro meses después, vuelve el Lorca Deportiva a disputar un partido oficial y elimina al Mazarrón en la semifinal de la eliminatoria tras empatar a cero. En la final, el 25 de julio, el Lorca se enfrenta al Pulpileño. Carrasco adelanta pronto a los lorquinos pero los almerienses empatan poco después y, tras 90 minutos de sufrimiento para el Lorca, el resultado final de 1-1 supone el regreso del club blanquiazul a Segunda División B.

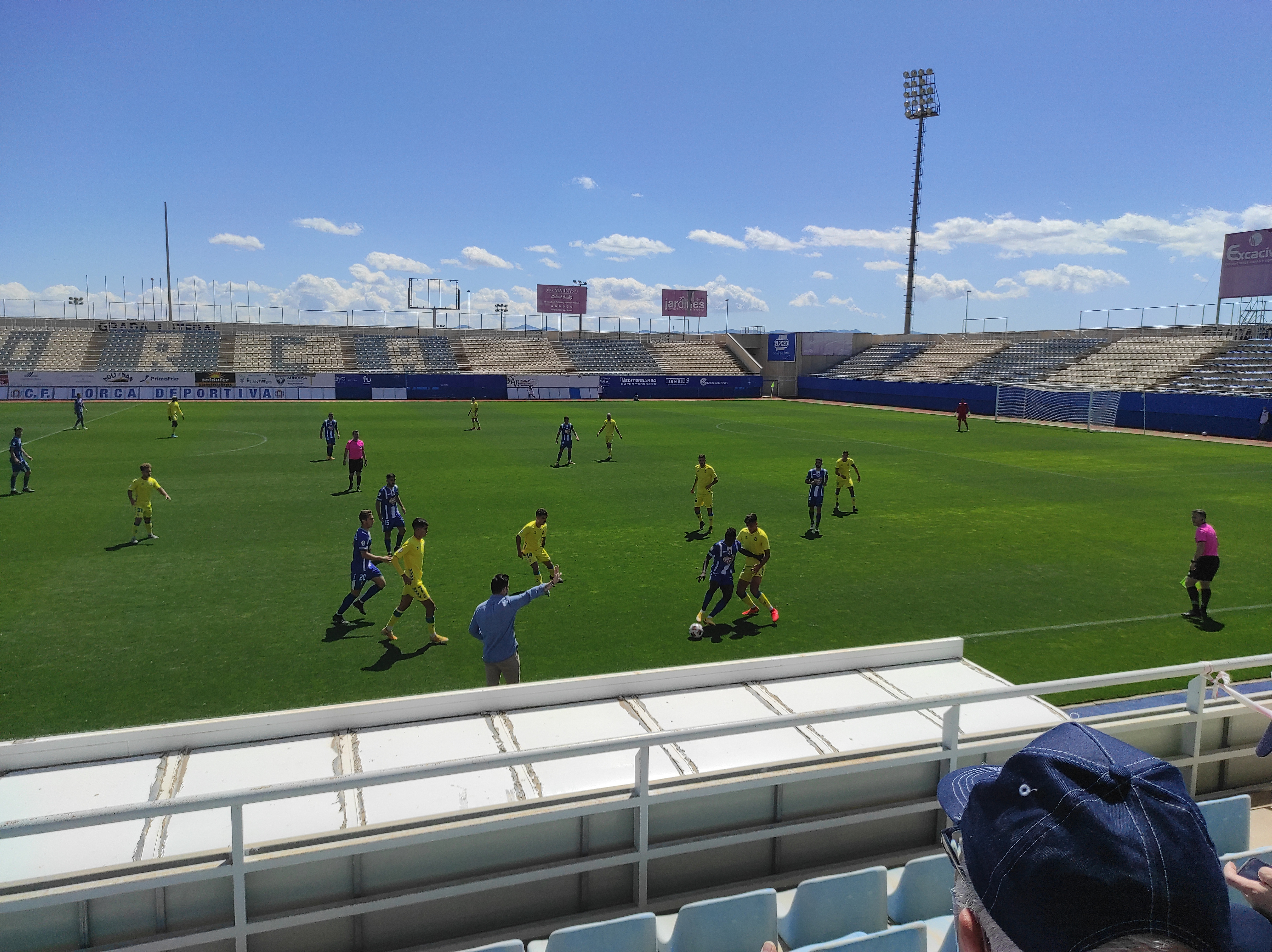
Partido contra Las Palmas Atlético.

Tras el ascenso el presidente Hugo Issa se muestra ambicioso, asegurando en algunas entrevistas que el objetivo es ascender a Segunda División. Sólo dos días después del ascenso aparece en prensa la noticia del positivo en COVID-19 del entrenador de porteros Paco Cuco. El Pulpileño sospecha que el club lorquino podría haber ocultado ese positivo y la RFEF abre un expediente disciplinario informativo al club para investigar si se ha ignorado el protocolo sanitario. En ese momento el club cierra filas y el silencio durante el mes y medio siguiente es total. Finalmente el 4 de septiembre varios medios informan que dicho expediente se ha archivado. La planificación no avanza como se suponía, lo que el presidente achaca a la gestión del anterior director deportivo y los largos contratos que este firmó, y la mayoría de jugadores que llegan al club proceden de Tercera División. La campaña de abonos también resulta algo caótica debido a la pandemia. En un principio el club lanza unos abonos en línea a módicos precios con una serie de beneficios que no se cumplen y, varias semanas después, abonos físicos. Dado que en ese momento no se sabe cuándo podrá regresar el público a los estadios apenas se hacen socios. En lo deportivo el equipo arranca muy mal. El nuevo formato de competición, dividido en varias fases y más corto debido a la pandemia y a la reestructuración de categorías planeada por la RFEF no le beneficia. Tras los malos resultados el 2 de diciembre el técnico Ibán Urbano es cesado de su cargo. Tras varios partidos sin técnico le sustituye Juanjo Asensio el 15 de diciembre, pero no se sienta en el banquillo hasta el 10 de enero. Además en el mercado invernal, tras la llegada de Juanma Barroso a la dirección deportiva, el presidente decide llevar a cabo una revolución en la plantilla, se dan 12 bajas y 12 altas. Algunas de ellas, como las de Luismi o Hortal, provocan malestar entre la afición. Pese a todo el Lorca es incapaz de ganar un partido y tras perder el 21 de febrero contra el UCAM confirma que jugará la Fase de Permanencia para la nueva Segunda División RFEF (lo que en la práctica supone ya bajar un escalón en la pirámide). El 3 de marzo, casi un año después de su última victoria, el Lorca logra ganar de nuevo un partido oficial (ante el Yeclano Deportivo). Aun así cierra la Primera Fase del campeonato colista y sin opciones reales de salvación. En la Segunda Fase el equipo mejora algo la cara, pero el 25 de abril desciende a la nueva Tercera División RFEF (nuevo quinto nivel del fútbol español). El 23 de mayo el Lorca cierra con una goleada por 4-0 en el Nuevo Colombino la peor temporada de su historia.
Una vez consumado el descenso Hugo Issa emprende un viaje a Estados Unidos en busca de inversores pero regresa de vacío dos meses después sin poder llegar a reunirse con nadie. El 13 de junio se anuncia al argentino Cristian Nasuti como nuevo Director Deportivo y el 3 de julio Juanjo Asensio renueva como entrenador. La pretemporada no arranca hasta el 26 de julio, y solo el lorquino Pablo Serrano continúa del año anterior. El equipo empieza titubeante y pronto se descuelga de la lucha por el primer puesto, que da el ascenso directo, que se convierte en un mano a mano entre Yeclano Deportivo y Cartagena B. El 12 de noviembre la Federación Murciana anuncia la sanción de dos puntos al club por no abonar los arbitrajes en tres ocasiones. Inmediatamente el club anuncia que recurrirá la sanción, aunque nunca aclara qué ha pasado exactamente para que se produzca la misma, pero todas las acciones legales caen en saco roto. El 21 de febrero el Lorca destituye al aguileño Juanjo Asensio como entrenador, con el equipo en la quinta posición, y le sustituye Sergio Aracil el 2 de marzo, ya con el equipo fuera de los puestos de play-off. Finalmente el Lorca Deportiva es incapaz de clasificarse siquiera para el play-off de ascenso a Segunda RFEF, quedando sexto clasificado en una temporada nefasta en todos los aspectos.

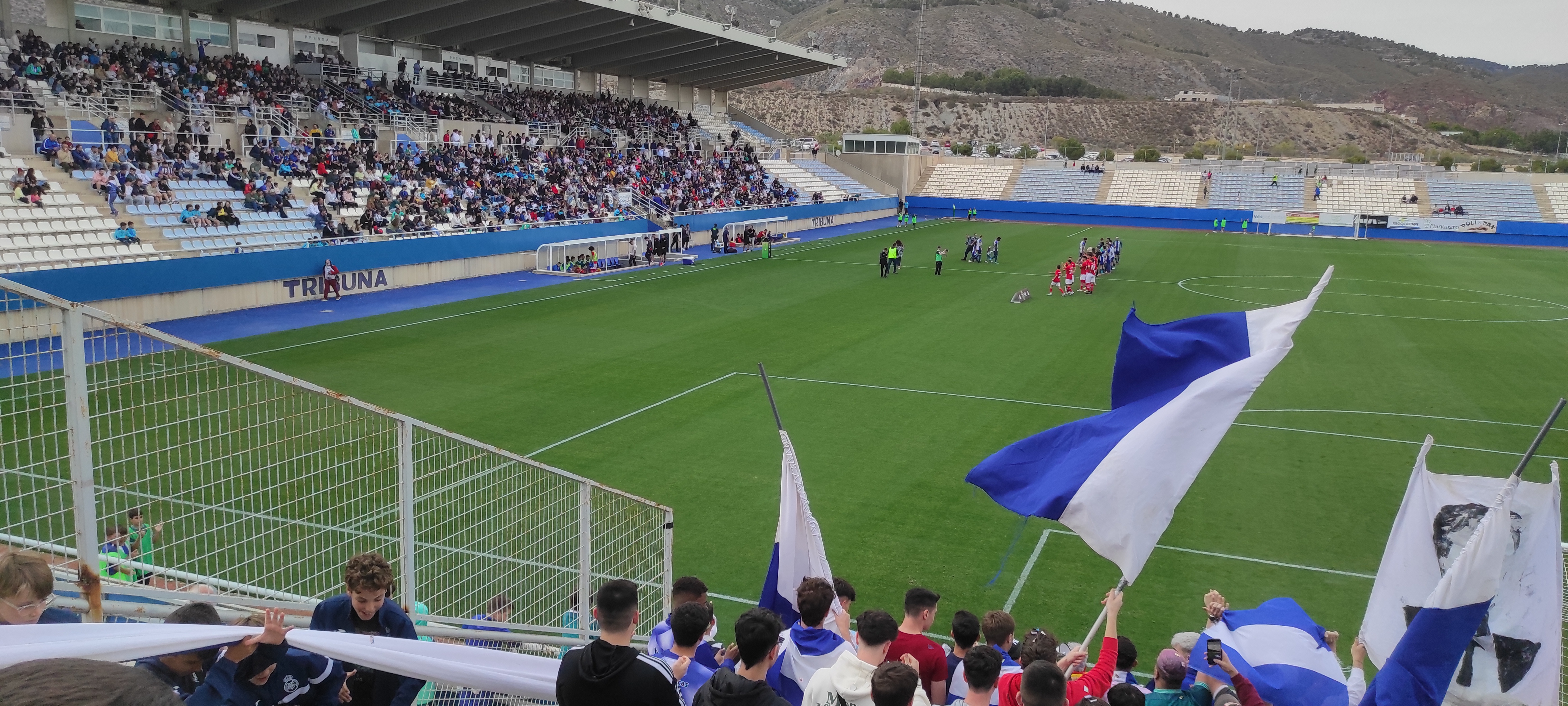
Final Regional de la eliminatoria de ascenso.

Para la nueva temporada el presidente Hugo Issa busca de nuevo otro empresario que le acompañen en su aventura, y encuentra en el mexicano Jacques Passy a ese socio. Passy, a través de la empresa Own a Team creada para ello, adquiere el 50% del club. Se sigue confiando en el técnico Sergio Aracil y se confecciona una plantilla de ciertas garantías, con jugadores experimentados en la categoría y algún fichaje exótico que llega de la mano de los nuevos inversores como el portero Julani Archibald capitán de la selección de San Cristóbal y Nieves. Además, el club da un paso más en su crecimiento con la creación un filial en Segunda Autonómica. En septiembre el Lorca es campeón de la fase regional de la Copa Federación, aunque en la fase nacional cae en primera ronda ante el Playas de Calviá. En liga comienza titubeante, manteniéndose en puestos de promoción pero muy lejos del ascenso directo que marcan los vecinos del Águilas FC. El 17 de enero el Lorca busca un revulsivo cesando a Sergio Aracil, quien es reemplazado por José Luis Acciari. Al mismo tiempo, se anuncia que la empresa mexicana DaVinci Sports Group, especializada en inversiones deportivas e invitada por Own A Team, se une a la directiva del Club. Con el argentino en el banquillo el Lorca experimenta cierta mejoría de resultados, pero siempre se mantiene lejos de la pelea por el primer puesto que da el ascenso. Finalmente consigue la clasificación para la Promoción de ascenso a Segunda Federación como segundo clasificado, lo cual le da la ventaja de campo en las eliminatorias por disputar. En la primera eliminatoria se enfrenta al Atlético Pulpileño y, tras el empate de la ida en Almería, el Lorca consigue forzar la prórroga en el descuento de la vuelta para finalmente vencer en la eliminatoria. Sin embargo en la segunda eliminatoria, ante La Unión Atlético, es apeado tras empatar en la ida y perder en la vuelta en el Artés con un gol en la prórroga.
Con la temporada finalizada se anuncia una asamblea de socios en la que dimiten de sus cargos tanto Hugo Issa como su mujer, Mariana Belvedere y el hijo de ambos Ezequiel Issa, tras vender el 50% restante al grupo Own a Team por unos 700.000 euros. El mexicano Jacques Passy se convierte en nuevo presidente del club, anunciando un ambicioso proyecto bajo el nombre Lorca Deportiva 2030, con el que el grupo pretende conseguir 3 ascensos en 7 años para llevar al club al fútbol profesional.
El nuevo proyecto de Jacques Passy arranca con el fichaje de Jorge Perona, exjugador del Lorca Deportiva, como entrenador. Se le suman numerosos jugadores del Racing Murcia, anterior club de Perona. El Lorca arranca bien la temporada, goleando a varios clubes que a la postre acabarían en los últimos puestos de la clasificación, pero pronto la temporada comienza a torcerse. Los malos resultados, unidos a los rumores de disputas en el vestuario, terminan costándole el puesto a Perona el 26 de noviembre. Le sustituye en el banquillo un desconocido Juan Arsenal, quien empeora aún más los números de su predecesor. En el mercado de enero se producen numerosas bajas de jugadores fichados por el anterior entrenador, aunque solo 4 altas (una de ellas para el filial). Tras una racha de 4 derrotas en 5 partidos, Arsenal es también destituido el 25 de marzo. El tercer inquilino del banquillo blanquiazul esta temporada es el murciano Alberto Castillo. Castillo mejora los números de sus dos antecesores, solo perdiendo un partido en la recta final de temporada, y galvanizando al grupo para conseguir al menos la clasificación para el Play-off de ascenso. El Lorca consigue entrar en la promoción de rebote, con un empate en la última jornada frente al Alcantarilla, y gracias a que el filial del UCAM Murcia no puede disputar la fase de ascenso. En la fase regional de la eliminatoria se ve las caras con el Real Murcia Imperial pero, pese a la unión del grupo y el gran apoyo de la afición en ambos partidos, dos derrotas le dejan fuera de la carrera del ascenso y de nuevo en Tercera Federación.
La cuarta temporada consecutiva del Lorca en quinta división arranca con la continuidad de Alberto Castillo y el regreso de jugadores veteranos de la entidad como Lulu, Galiano o el capitán Andrés Carrasco. El Lorca comienza la temporada una vez más de manera irregular y el 17 de noviembre, tras una derrota ante El Palmar CF, Alberto Castillo es destituido. Con 6 puntos de desventaja con el líder, el Cieza, llega al banquillo lorquino el aguileño Sebas López con el objetivo del ascenso. Entrenador y plantilla pronto encuentran su sintonía, el Lorca comienza a ganar de nuevo y a recortar puntos con los equipos de cabeza. Pese a ello el 19 de enero el Lorca cae en La Arboleja de Cieza, perdiendo el golaverage particular con su máximo rival por el ascenso. A partir de ese momento el equipo mete la directa y empieza a contar sus partidos por victorias. El 5 de febrero se produce un cambio en la presidencia: Sergio Zyman reemplaza a Jacques Passy, quien se centra en la gestión de la empresa propietaria del club Own A Team. El 4 de mayo, penúltima jornada, el Lorca visita al Bala Azul en el primer asalto al ascenso. La afición se desplaza en masa, completando ocho autobuses y numerosos coches particulares, tiñendo el Playasol del Puerto de Mazarrón de blanquiazul. La victoria del Lorca por 2 a 1 sumado a la derrota del Cieza en su partido le dan el ascenso al club de la Ciudad del Sol. Afición y plantilla celebran el salto de categoría en la Plaza del Óvalo de Santa Paula y son recibidos por las autoridades al día siguiente. El último partido en casa, ante el Bullense, sirve de colofón a la fiesta del ascenso con una última victoria por 2 a 1.

## Símbolos

### Himno
El himno fue compuesto para el antiguo Club de Fútbol Lorca Deportiva por Clemente Manzanera Pelegrín y la música por José Mateos Lorente. Antonio Manzanera López realizó la adaptación.
En 2012 el nuevo Club de Fútbol Lorca Deportiva decidió recuperar el himno, bastante popular entre la afición lorquina.
A pesar de que el club para el que se compuso desapareció en el año 1992 tanto el Lorca CF como el Lorca Deportiva CF lo usaron como propio sin alterarlo en lo más mínimo. El Lorca Atlético CF decidió no utilizar himno alguno. Esto daba lugar a ciertas contradicciones, como que se mencionara al Lorca Deportiva cuando el club que lo usaba era el Lorca CF o que se hablara del derruido Campo de San José jugando el equipo en el Francisco Artés Carrasco.

### Escudo
El escudo que utiliza el actual Lorca Deportiva es el original del Club de Fútbol Lorca Deportiva, desaparecido en 1994, y que también usara el Lorca Deportiva Club de Fútbol. El nuevo club decidió utilizarlo también sin introducir ningún cambio.
En el centro del escudo aparece el Castillo de Lorca sobre varias líneas verticales azules y blancas. Emergiendo de las almenas se encuentra la figura de Alfonso X de Castilla, Rey de Castilla y conquistador de Lorca en 1244. Lleva en su mano derecha la llave de la ciudad y en la izquierda la espada de la conquista, ambas de oro. El borde del escudo es de color carmesí, como la bandera de la ciudad, y en él aparece el nombre del club en letras negras. Una corona de laurel rodea todo el escudo.

## Indumentaria
El Club de Fútbol Lorca Deportiva viste con camiseta a rayas verticales azules y blancas, pantalón azul y medias azules y blancas. Desde 1928 todos los clubes de la ciudad de Lorca, con excepción de alguna temporada, han vestido el mismo uniforme. Los colores hacen referencia a las dos cofradías más importantes de la Semana Santa en Lorca, el Paso Azul y el Paso Blanco. La camiseta blanca y azul fue adoptada por primera vez por el Lorca Sport Club, fundado en junio de 1928, y estrenada el 14 de junio de 1928 en un partido amistoso ante el CD Arenas.
La segunda equipación del club ha ido variando cada año. En la primera temporada el equipo utilizó una camiseta mitad roja y mitad negra, que ya usó el Lorca Deportiva CF durante dos años. En 2013 se presenta una equipación con camiseta color carmesí, como la bandera de la ciudad, y pantalón negro. En 2014 el CF Lorca Deportiva adopta una segunda equipación negra con mangas y escapulario blancos, reproducción de la original que vestía el Lorca Foot-ball Club en 1904. Para la temporada 2015/16 se recupera la segunda equipación con el color de la bandera de Lorca.

### Evolución del uniforme titular
| 2012 - 2013 | 2013 - 2014 | 2014 - 2015 | 2015 - 2016 | 2016 - 2017 | 2017 - 2018 |

| 2018 - 2020 | 2020 - 2022 | 2022 - 2023 | 2023 - 2024 | 2024 - 2025 | 2025 - 2026 |

### Evolución del uniforme suplente
| 2012 - 2013 | 2013 - 2014 | 2014 - 2015 | 2015 - 2016 | 2016 - 2017 | 2017 - 2018 |

| 2018 - 2020 | 2020 - 2022 | 2022 - 2023 | 2023 - 2024 | 2024 - 2025 | 2025 - 2026 |

### Evolución del tercer uniforme
| 2024 - 2025 |

### Marca y patrocinador
Las siguientes tablas detallan cronológicamente las empresas proveedoras de indumentaria y los patrocinadores que ha tenido el Club de Fútbol Lorca Deportiva desde su fundación:
| Llegada              | Marcha               | Marca         |
| -------------------- | -------------------- | ------------- |
| 2 de agosto de 2012  | 2 de junio de 2013   | Daen Sport    |
| 2 de junio de 2013   | 1 de junio de 2014   | Giova Sport   |
| 1 de junio de 2014   | 20 de junio de 2018  | Daen Sport    |
| 20 de junio de 2018  | 19 de agosto de 2020 | Adidas        |
| 19 de agosto de 2020 | 1 de julio de 2023   | GIOS Teamwear |
| 12 de julio de 2023  | 25 de junio de 2024  | Joma          |
| 25 de junio de 2024  | Actualidad           | Errea         |

| Llegada               | Marcha              | Patrocinador                                   |
| --------------------- | ------------------- | ---------------------------------------------- |
| 2 de agosto de 2012   | 2 de junio de 2013  | Flores y Martínez, construcción y restauración |
| 2 de junio de 2013    | 1 de junio de 2014  | Electrónica Mansán                             |
| 19 de junio de 2014   | 1 de agosto de 2020 | Hospital Virgen del Alcázar                    |
| 14 de octubre de 2020 | 1 de agosto de 2021 | Lorca y Tú                                     |
| 1 de agosto de 2021   | 1 de agosto de 2024 | Sin patrocinador                               |
| 1 de agosto de 2024   | Actualidad          | Higielor                                       |

## Infraestructura

### Estadio

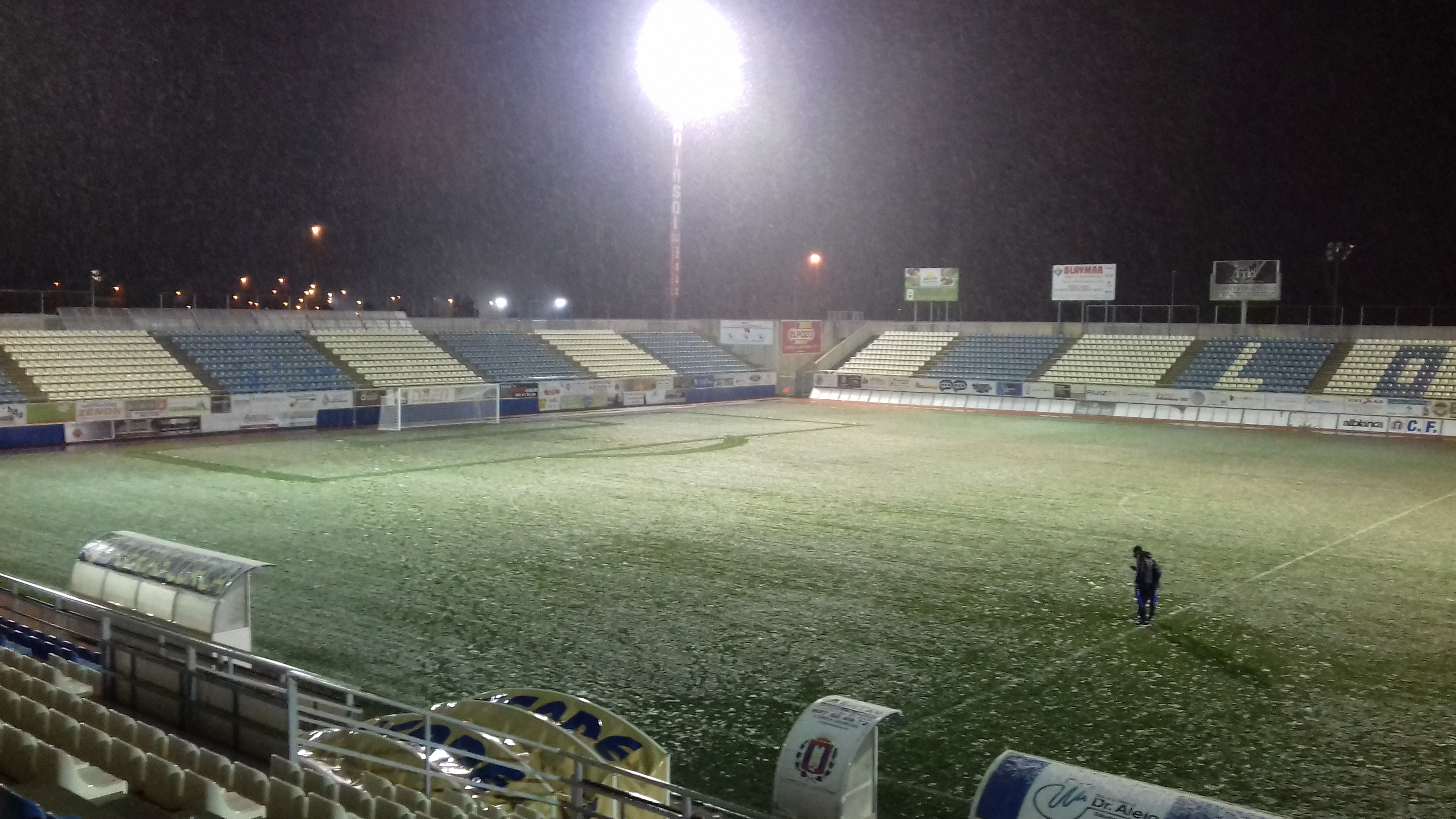
El Artés Carrasco nevado en 2017.

El Estadio Francisco Artés Carrasco fue inaugurado oficialmente el día 5 de marzo de 2003, con un partido amistoso entre Lorca Deportiva CF y FC Barcelona. El encuentro terminó con victoria azulgrana por 1 - 4, el primer gol lo marcó el defensa blanquiazul Fernando Colina en propia puerta. El primer gol local de la historia fue de Josu Arambarri.
El primer partido oficial se disputó el día 19 de marzo de 2003 entre el Lorca Deportiva CF y el Águilas CF. El partido debía jugarse el domingo 23 de marzo pero se adelantó para poder inaugurar el nuevo estadio ante el máximo rival en el día de San José.
El estadio se encuentra en el Complejo Futbolístico Ciudad de Lorca situado en la Diputación de La Torrecilla. Junto a él hay varios campo de fútbol más pequeños utilizados por equipos de fútbol base y aficionado de la ciudad o para entrenar. El más grande de ellos lleva el nombre de Juan Martínez Casuco, el mejor futbolista de la historia de la ciudad de Lorca, y el segundo el de José Miñarro.
Debido a que desde 2011 el otro equipo de la ciudad, La Hoya Lorca Club de Fútbol, también disputa sus partidos como local en el Francisco Artés Carrasco, el Lorca Deportiva se ha visto obligado a jugar partidos como local en el Campo del Mundial 82 al coincidir ambos como local en el mismo fin de semana. El Campo del Mundial como se le conoce popularmente también se encuentra en La Torrecilla, aunque tiene una capacidad mucho más pequeña, y fue inaugurado el 7 de octubre de 1985. Desde el 24 de febrero de 2020, por iniciativa del Ayuntamiento de Lorca, el Mundial 82 se denomina Campo de Fútbol Mundial 82 Paco "El Lomas" en honor a Francisco Ruiz Hernández vecino de la ciudad muy vinculado al fútbol local.
| Estadio                                    | Localidad | Partidos | Primero                  | Último                   |
| ------------------------------------------ | --------- | -------- | ------------------------ | ------------------------ |
| Estadio Municipal Francisco Artés Carrasco | Lorca     | 206      | 16 de septiembre de 2012 | 11 de mayo de 2025       |
| Campo Municipal Mundial 82 Paco "El Lomas" | Lorca     | 29       | 28 de octubre de 2012    | 15 de octubre de 2022    |
| Campo Municipal Juan Casuco                | Lorca     | 4        | 6 de enero de 2013       | 24 de octubre de 2021    |
| Estadio Municipal "Centenario" El Rubial   | Águilas   | 2        | 12 de octubre de 2023    | 6 de octubre de 2024     |
| Campo Municipal de Los Tollos              | Lorca     | 1        | 22 de septiembre de 2019 | 22 de septiembre de 2019 |

## Datos del club

### Estadísticas históricas
- Primer partido del club: empate 1 - 1 vs. Club Olímpico de Totana "B" (Primera Autonómica 2012-13, 16 de septiembre de 2012)
- Primer gol en competición del club: José Motos, vs. Club Olímpico de Totana "B" (Primera Autonómica 2012-13, 16 de septiembre de 2012)
- Primera victoria en competición del club: 1 - 2 vs. Club de Accionariado Popular Ciudad de Murcia (Primera Autonómica 2012-13, 7 de octubre de 2012)
- Más partidos jugados en todas las competiciones: Luismi López
- Más goles anotados en todas las competiciones: Andrés Carrasco, 119
- Mayor victoria del club: 9 - 0 vs. Moratalla Agrupación Deportiva (Primera Autonómica 2013-14, 23 de marzo de 2014)
- Mayor derrota del club: 0 - 6 vs. Córdoba Club de Fútbol "B" (Segunda División B de España 2017-18, 29 de octubre de 2017)

##### Trayectoria histórica
| Temporada | Nivel | Competición                    | P               | Pos. | Pts | PJ | PG | PE | PP | GF | GC | Máximo Goleador     | Detalles              |
| --------- | ----- | ------------------------------ | --------------- | ---- | --- | -- | -- | -- | -- | -- | -- | ------------------- | --------------------- |
| 2025-26   | 4.    | Segunda Federación - Gr. 4     |                 |      |     |    |    |    |    |    |    |                     | Detalles de temporada |
| 2024-25   | 5.    | Tercera Federación - Gr. 13    |                 | 1º   | 78  | 34 | 24 | 6  | 4  | 62 | 22 | Carrasco (19)       | Detalles de temporada |
| 2023-24   | 5.    | Tercera Federación - Gr. 13    | Fase de ascenso | 6º   | 59  | 34 | 17 | 8  | 9  | 64 | 30 | Javi Solsona (16)   | Detalles de temporada |
| 2022-23   | 5.    | Tercera Federación - Gr. 13    | Fase de ascenso | 2º   | 58  | 30 | 17 | 7  | 6  | 54 | 28 | Dani Bermejo (15)   | Detalles de temporada |
| 2021-22   | 5.    | Tercera División RFEF - Gr. 13 |                 | 6º   | 53  | 34 | 15 | 10 | 9  | 52 | 42 | Pedja (11)          | Detalles de temporada |
| 2020-21   | 3.    | Segunda División B - Gr. 4     |                 | 19º  | 19  | 26 | 4  | 7  | 15 | 26 | 49 | Carrasco (11)       | Detalles de temporada |
| 2019-20   | 4.    | Tercera División - Gr. 13      | Fase de ascenso | 1º   | 60  | 28 | 18 | 6  | 4  | 63 | 23 | Carrasco (18)       | Detalles de temporada |
| 2018-19   | 4.    | Tercera División - Gr. 13      | Fase de ascenso | 2º   | 89  | 42 | 28 | 5  | 9  | 69 | 28 | Manu Costa (11)     | Detalles de temporada |
| 2017-18   | 3.    | Segunda División B - Gr. 4     |                 | 20º  | 32  | 38 | 8  | 8  | 22 | 33 | 64 | Carrasco (8)        | Detalles de temporada |
| 2016-17   | 4.    | Tercera División - Gr. 13      | Fase de ascenso | 1º   | 85  | 38 | 27 | 4  | 7  | 96 | 38 | Carrasco (45)       | Detalles de temporada |
| 2015-16   | 4.    | Tercera División - Gr. 13      | Fase de ascenso | 1º   | 78  | 34 | 24 | 6  | 4  | 64 | 16 | Carrasco (37)       | Detalles de temporada |
| 2014-15   | 5.    | Preferente Autonómica          |                 | 1º   | 71  | 34 | 22 | 5  | 7  | 71 | 31 | Hugo Salamanca (18) | Detalles de temporada |
| 2013-14   | 6.    | Primera Autonómica             |                 | 3º   | 69  | 34 | 21 | 6  | 7  | 68 | 28 |                     | Detalles de temporada |
| 2012-13   | 6.    | Primera Autonómica             |                 | 8º   | 46  | 32 | 13 | 7  | 12 | 45 | 46 |                     | Detalles de temporada |

## Organigrama deportivo

### Presidentes

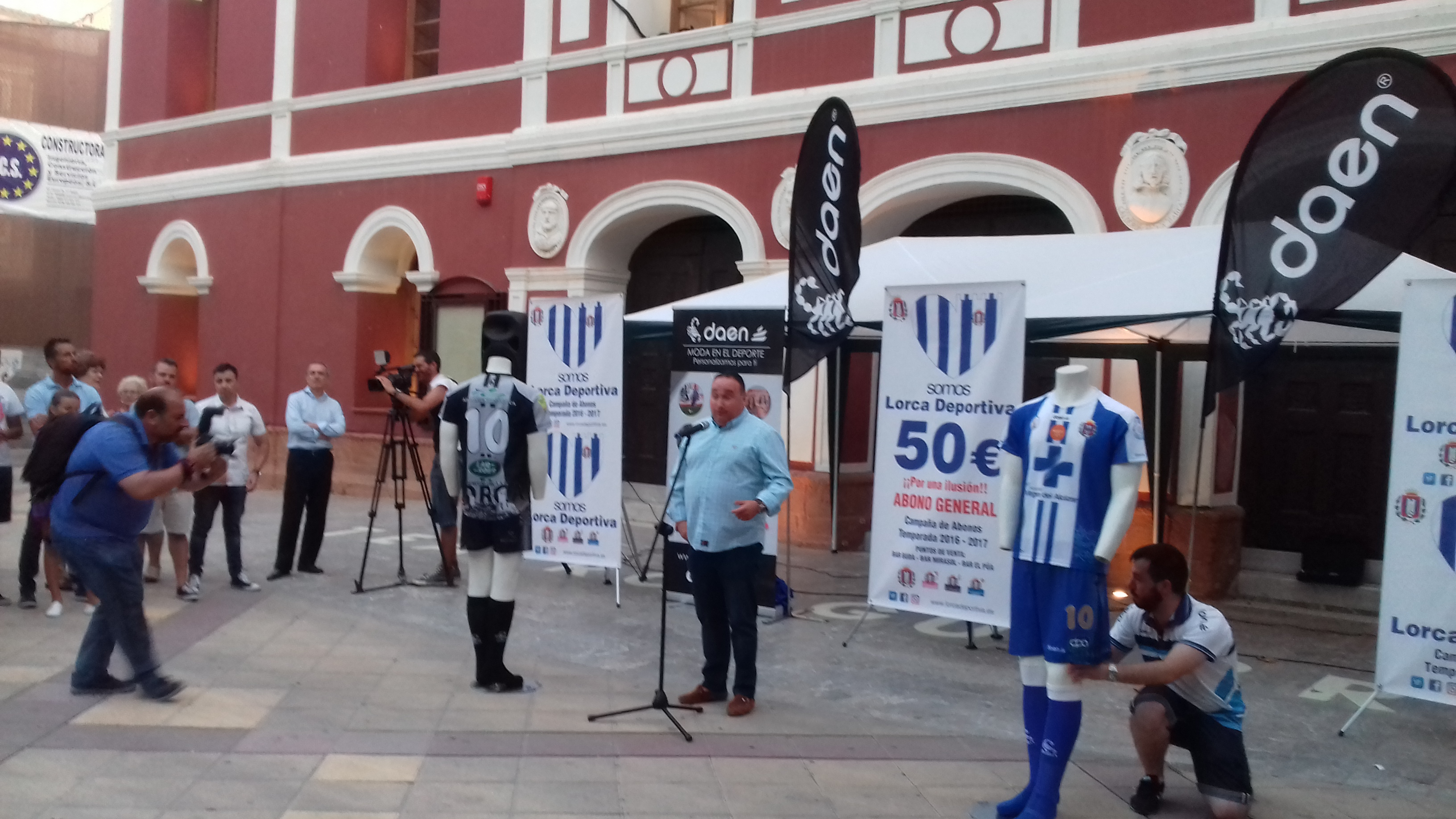
Flores, presidente de 2012 a 2019.

| Llegada                 | Marcha                  | Tiempo en el cargo        | Nacionalidad | Presidente                |
| ----------------------- | ----------------------- | ------------------------- | ------------ | ------------------------- |
| 27 de julio de 2012     | 18 de diciembre de 2012 | 4 meses y 22 días         | España       | Juan Antonio Egea Miñarro |
| 18 de diciembre de 2012 | 20 de agosto de 2019    | 6 años, 8 meses y 2 días  | España       | Joaquín Flores Alcázar    |
| 20 de agosto de 2019    | 11 de diciembre de 2019 | 3 meses y 22 días         | España       | José Manuel Lago Lucio    |
| 11 de diciembre de 2019 | 5 de junio de 2023      | 3 años, 5 meses y 25 días | Argentina    | Hugo Omar Issa            |
| 5 de junio de 2023      | 5 de febrero de 2025    | 1 año y 8 meses           | México       | Jacques Passy             |
| 5 de febrero de 2025    | En el cargo             | 6 meses y 12 días         | México       | Sergio Zyman              |

### Entrenadores

#### Cronología de los entrenadores
| Nombre              | Nacionalidad | Llegada                  | Marcha                  | P  | G  | E  | D  | % G  | Tiempo en el cargo       | Títulos               |
| ------------------- | ------------ | ------------------------ | ----------------------- | -- | -- | -- | -- | ---- | ------------------------ | --------------------- |
| Salvador Román      | España       | 16 de septiembre de 2012 | 6 de enero de 2013      | 14 | 4  | 3  | 7  | 28.6 | 3 meses y 20 días        |                       |
| Juan Peñas          | España       | 12 de enero de 2013      | 17 de marzo de 2013     | 10 | 6  | 2  | 2  | 60   | 2 meses y 5 días         |                       |
| Jorge Torrecilla    | España       | 23 de marzo de 2013      | 1 de junio de 2013      | 8  | 3  | 2  | 3  | 37.5 | 2 meses y 9 días         |                       |
| Fran Manzanares     | España       | 15 de septiembre de 2013 | 22 de diciembre de 2013 | 14 | 9  | 3  | 2  | 64.3 | 3 meses y 7 días         |                       |
| Leo López           | España       | 12 de enero de 2014      | 28 de marzo de 2015     | 48 | 29 | 7  | 12 | 60.4 | 1 año, 2 meses y 16 días |                       |
| Choche              | España       | 12 de abril de 2015      | 16 de mayo de 2015      | 6  | 5  | 1  | 0  | 83.3 | 1 mes y 4 días           | Preferente Autonómica |
| Andrés García Tébar | España       | 30 de agosto de 2015     | 6 de marzo de 2016      | 33 | 22 | 6  | 5  | 66.7 | 6 meses y 7 días         | Copa FFRM             |
| Isaac Jové          | España       | 13 de marzo de 2016      | 12 de junio de 2016     | 12 | 7  | 2  | 3  | 58.3 | 2 meses y 30 días        | Tercera División      |
| Sergio Sánchez      | España       | 21 de agosto de 2016     | 8 de abril de 2017      | 40 | 27 | 6  | 7  | 67.5 | 7 meses y 18 días        |                       |
| José Galiana        | España       | 16 de abril de 2016      | 25 de junio de 2016     | 11 | 6  | 2  | 3  | 54.5 | 2 meses y 9 días         | Tercera División      |
| Manuel Palomeque    | España       | 20 de agosto de 2017     | 5 de noviembre de 2017  | 15 | 2  | 4  | 9  | 13.3 | 2 meses y 16 días        |                       |
| Mario Simón         | España       | 11 de noviembre de 2017  | 13 de mayo de 2018      | 25 | 7  | 4  | 14 | 28   | 6 meses y 2 días         |                       |
| Sergio Sánchez      | España       | 26 de agosto de 2018     | 16 de junio de 2019     | 48 | 30 | 6  | 12 | 62.5 | 9 meses y 21 días        | Tercera División      |
| Iban Urbano         | España       | 25 de agosto de 2019     | 29 de noviembre de 2020 | 37 | 18 | 11 | 8  | 48.6 | 1 año, 3 meses y 4 días  | Tercera División      |
| Antonio Mur         | Argentina    | 6 de diciembre de 2020   | 16 de diciembre de 2020 | 3  | 0  | 1  | 2  | 0    | 10 días                  |                       |
| Juanjo Asensio      | España       | 17 de diciembre de 2020  | 21 de febrero de 2022   | 42 | 15 | 10 | 17 | 35.7 | 1 año, 2 meses y 4 días  |                       |
| Cristian Nasuti     | Argentina    | 21 de febrero de 2022    | 2 de marzo de 2022      | 1  | 0  | 0  | 1  | 0    | 9 días                   |                       |
| Sergio Aracil       | España       | 2 de marzo de 2022       | 17 de enero de 2023     | 29 | 14 | 9  | 6  | 48.3 | 1 año, 4 meses y 15 días |                       |
| Jacques Passy       | México       | 18 de enero de 2023      | 22 de enero de 2023     | 1  | 1  | 0  | 0  | 100  | 4 días                   |                       |
| José Luis Acciari   | Argentina    | 23 de enero de 2023      | 4 de junio de 2023      | 16 | 9  | 3  | 4  | 56.3 | 4 meses y 12 días        |                       |
| Jorge Perona        | España       | 10 de junio de 2023      | 26 de noviembre de 2023 | 12 | 6  | 3  | 4  | 46.2 | 5 meses y 16 días        |                       |
| Juan Arsenal        | España       | 26 de noviembre de 2023  | 26 de marzo de 2024     | 14 | 6  | 3  | 5  | 42.9 | 4 meses                  |                       |
| Alberto Castillo    | España       | 27 de marzo de 2024      | 17 de noviembre de 2024 | 21 | 10 | 4  | 7  | 47.6 | 11 meses y 21 días       |                       |
| Sebas López         | España       | 23 de noviembre de 2024  | Actualidad              | 24 | 19 | 4  | 1  | 79,2 | 8 meses y 24 días        | Tercera Federación    |

## Afición

### Peñas del club

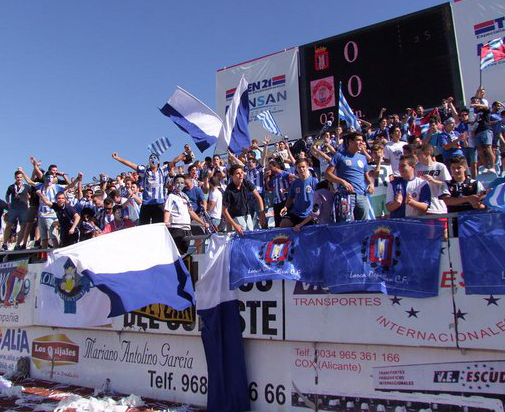
Orgullo Lorquino en el Fondo Sur.

En la actualidad el club cuenta con dos peñas oficiales:
- Peña Orgullo Lorquino: La peña más numerosa que sigue al equipo, creada en el centro de la ciudad y situada en el fondo sur del estadio.[136]
- Peña Legión Blanquiazul: La más antigua de las peñas del club, creada en el barrio de San José de Lorca, ha seguido al Lorca Deportiva CF, Lorca Atlético CF y CF Lorca Deportiva.[137]

## Rivalidades

### Rivalidad con el Águilas Fútbol Club

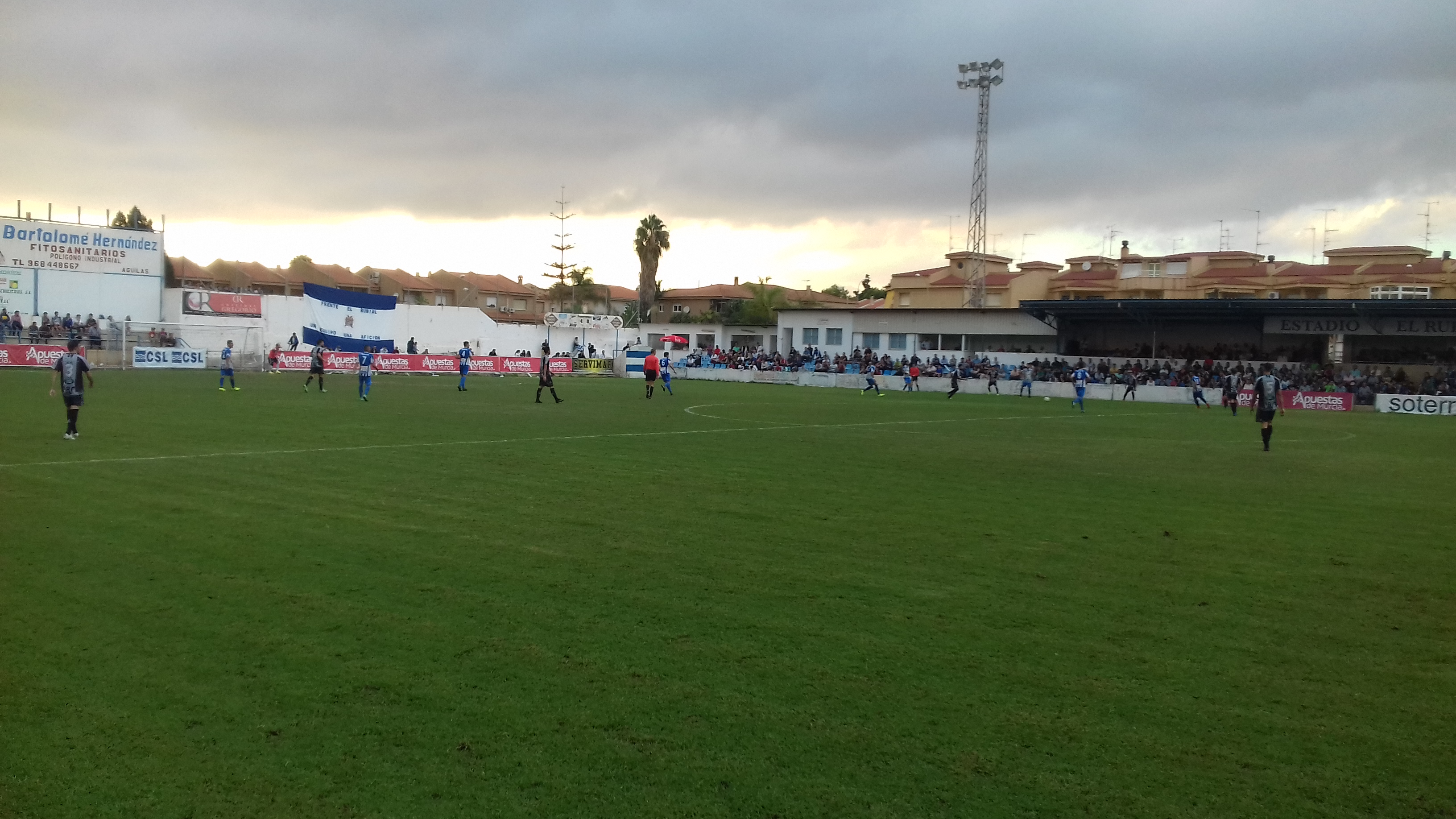
Derbi en El Rubial en 2016.

Pese a que el Águilas FC se fundó en 2010 y el CF Lorca Deportiva en 2012 la rivalidad entre los conjuntos de las ciudades de Lorca y Águilas se remonta a principios del siglo XX.
En el año 1901 el Lorca Foot-Ball Club y el Águilas Foot-Ball Club jugaban en el Campo de Santa Quiteria de Lorca el primer partido de la historia entre dos clubes de la Región de Murcia. El encuentro, que finalizó con victoria aguileña por 0-2, se reeditó en Águilas en agosto del mismo año con una nueva victoria aguileño por 5-0. Habría que esperar hasta el 7 de febrero de 1904 para que ambos clubes se volvieran a enfrentar. El partido, que se saldó con victoria lorquina por 1-0, supuso la fractura de las relaciones entre ambas entidades y el nacimiento de la rivalidad. El Águilas Foot-Ball Club desparecería en 1907, tras varios años enfrentándose solo a clubes de Cartagena y de marineros ingleses que llegaban al puerto de Águilas.
Con el paso del tiempo y la organización de las competiciones oficiales los enfrentamientos entre lorquinos y aguileños se han repetido con asiduidad a lo largo de la historia. La cercanía de las ciudades (apenas 30 kilómetros), que los equipos de ambas localidades han coincidido en la misma categoría numerosas veces y en muchas ocasiones peleando por los mismos objetivos e incluso los colores de las camisetas, rayas blancas y azules, que aún suscita polémica entre las aficiones sobre quién los adoptó primero han contribuido a asentar la rivalidad a pesar de las continuas desapariciones de clubes en ambas ciudades. En 1950, tras medio siglo de amistoso esporádicos, se establece de manera anual el Trofeo Playa y Sol, que enfrenta a los conjuntos de ambas ciudades cada verano desde entonces. Hasta 1998 el torneo se disputaba a ida y vuelta pero desde entonces se juega cada 15 de agosto en el Estadio El Rubial de Águilas.
En septiembre de 2012, dado que el CF Lorca Deportiva no disputa el Trofeo Playa y Sol, se decide organizar un amistoso con el Águilas Fútbol Club que supone el primer enfrentamiento oficioso entre ambas entidades.
| Fecha                    | Categoría          | Local              | Resultado    | Visitante          | Estadio                  |
| ------------------------ | ------------------ | ------------------ | ------------ | ------------------ | ------------------------ |
| 13 de septiembre de 2012 | Amistoso           | Águilas FC         | 1-1          | CF Lorca Deportiva | Hermanos Buitrago        |
| 7 de septiembre de 2013  | Amistoso           | Águilas FC         | 1-0          | CF Lorca Deportiva | Hermanos Buitrago        |
| 12 de agosto de 2014     | Amistoso           | Águilas FC         | 2-0          | CF Lorca Deportiva | El Rubial                |
| 15 de agosto de 2015     | Trofeo Playa y Sol | Águilas FC         | 2-1          | CF Lorca Deportiva | El Rubial                |
| 20 de septiembre de 2015 | Tercera División   | CF Lorca Deportiva | 1-0          | Águilas FC         | Francisco Artés Carrasco |
| 31 de enero de 2016      | Tercera División   | Águilas FC         | 1-0          | CF Lorca Deportiva | El Rubial                |
| 15 de agosto de 2016     | Trofeo Playa y Sol | Águilas FC         | 0-1          | CF Lorca Deportiva | El Rubial                |
| 23 de octubre de 2016    | Tercera División   | Águilas FC         | 0-1          | CF Lorca Deportiva | El Rubial                |
| 19 de marzo de 2017      | Tercera División   | CF Lorca Deportiva | 1-1          | Águilas F .C.      | Francisco Artés Carrasco |
| 15 de agosto de 2017     | Trofeo Playa y Sol | Águilas FC         | 0-0 (4-1 p.) | CF Lorca Deportiva | El Rubial                |
| 15 de agosto de 2018     | Trofeo Playa y Sol | Águilas FC         | 1-1 (4-5 p.) | CF Lorca Deportiva | El Rubial                |
| 2 de septiembre de 2018  | Tercera División   | CF Lorca Deportiva | 0-1          | Águilas FC         | Francisco Artés Carrasco |
| 20 de enero de 2019      | Tercera División   | Águilas FC         | 1-0          | CF Lorca Deportiva | El Rubial                |
| 15 de agosto de 2019     | Trofeo Playa y Sol | Águilas FC         | 1-3          | CF Lorca Deportiva | Hermanos Buitrago        |
| 1 de septiembre de 2019  | Tercera División   | CF Lorca Deportiva | 2-0          | Águilas FC         | Francisco Artés Carrasco |
| 19 de enero de 2020      | Tercera División   | Águilas FC         | 0-3          | CF Lorca Deportiva | El Rubial                |
| 23 de septiembre de 2020 | Amistoso           | CF Lorca Deportiva | 2-0          | Águilas FC         | Francisco Artés Carrasco |
| 15 de agosto de 2021     | Trofeo Playa y Sol | Águilas FC         | 0-0 (6-5 p.) | CF Lorca Deportiva | El Rubial                |
| 15 de agosto de 2022     | Trofeo Playa y Sol | Águilas FC         | 0-0 (3-4 p.) | CF Lorca Deportiva | El Rubial                |
| 15 de octubre de 2022    | Tercera División   | CF Lorca Deportiva | 1-1          | Águilas FC         | Mundial 82               |
| 12 de febrero de 2023    | Tercera División   | Águilas FC         | 1-0          | CF Lorca Deportiva | El Rubial                |
| 15 de agosto de 2023     | Trofeo Playa y Sol | Águilas FC         | 1-1 (0-3 p.) | CF Lorca Deportiva | El Rubial                |
| 15 de agosto de 2024     | Trofeo Playa y Sol | Águilas FC         | 4-0          | CF Lorca Deportiva | El Rubial                |
| 15 de agosto de 2024     | Trofeo Playa y Sol | Águilas FC         | 4-0          | CF Lorca Deportiva | El Rubial                |
| 15 de agosto de 2025     | Trofeo Playa y Sol | Águilas FC         | 1-1 (4-3 p.) | CF Lorca Deportiva | El Rubial                |
| 14 de diciembre de 2025  | Segunda Federación | CF Lorca Deportiva |              | Águilas FC         | Francisco Artés Carrasco |
| 19 de abril de 2026      | Segunda Federación | Águilas FC         |              | CF Lorca Deportiva | El Rubial                |

### Rivalidad con el Lorca Fútbol Club

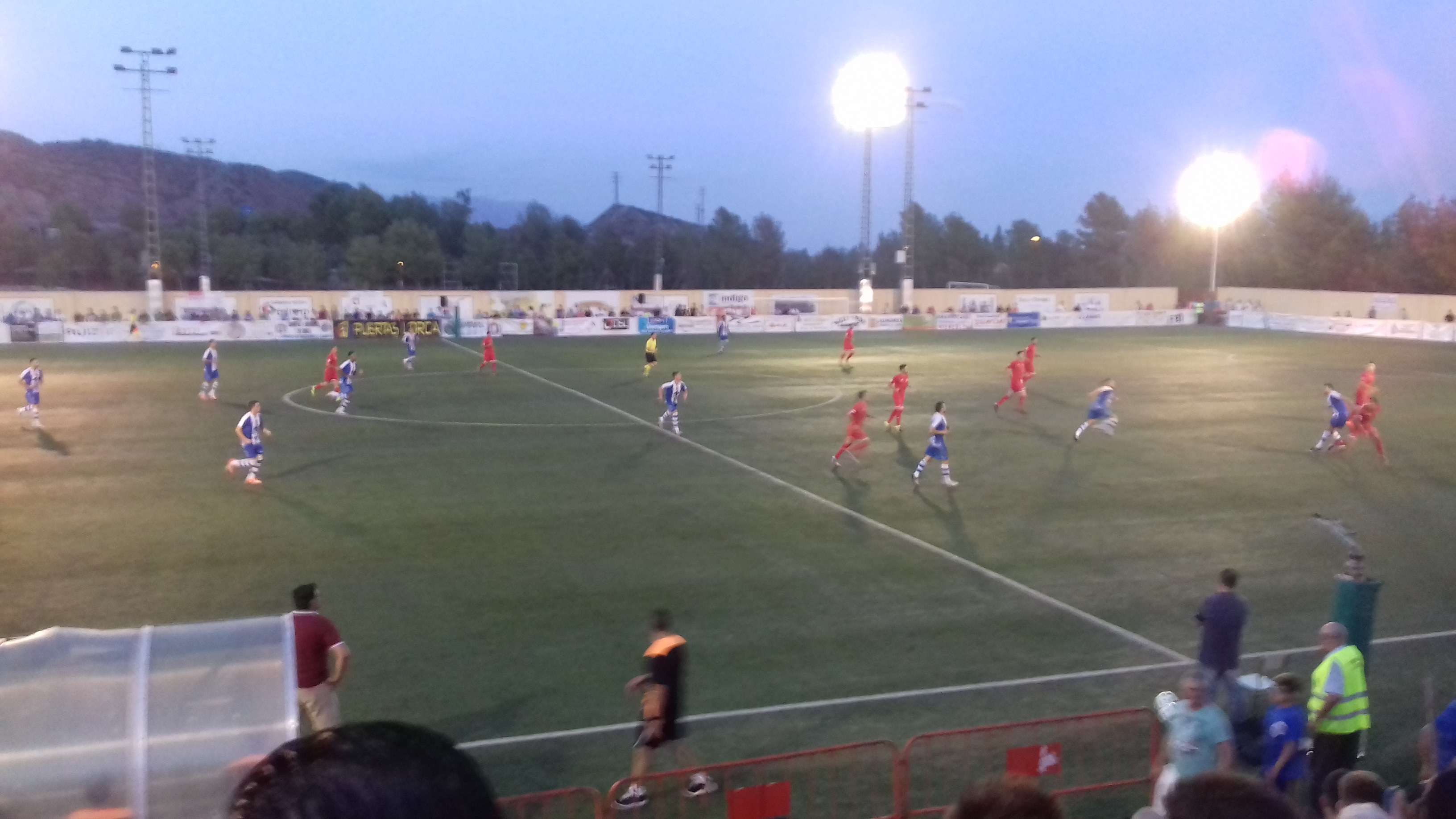
Primer derbi de la historia en 2016.

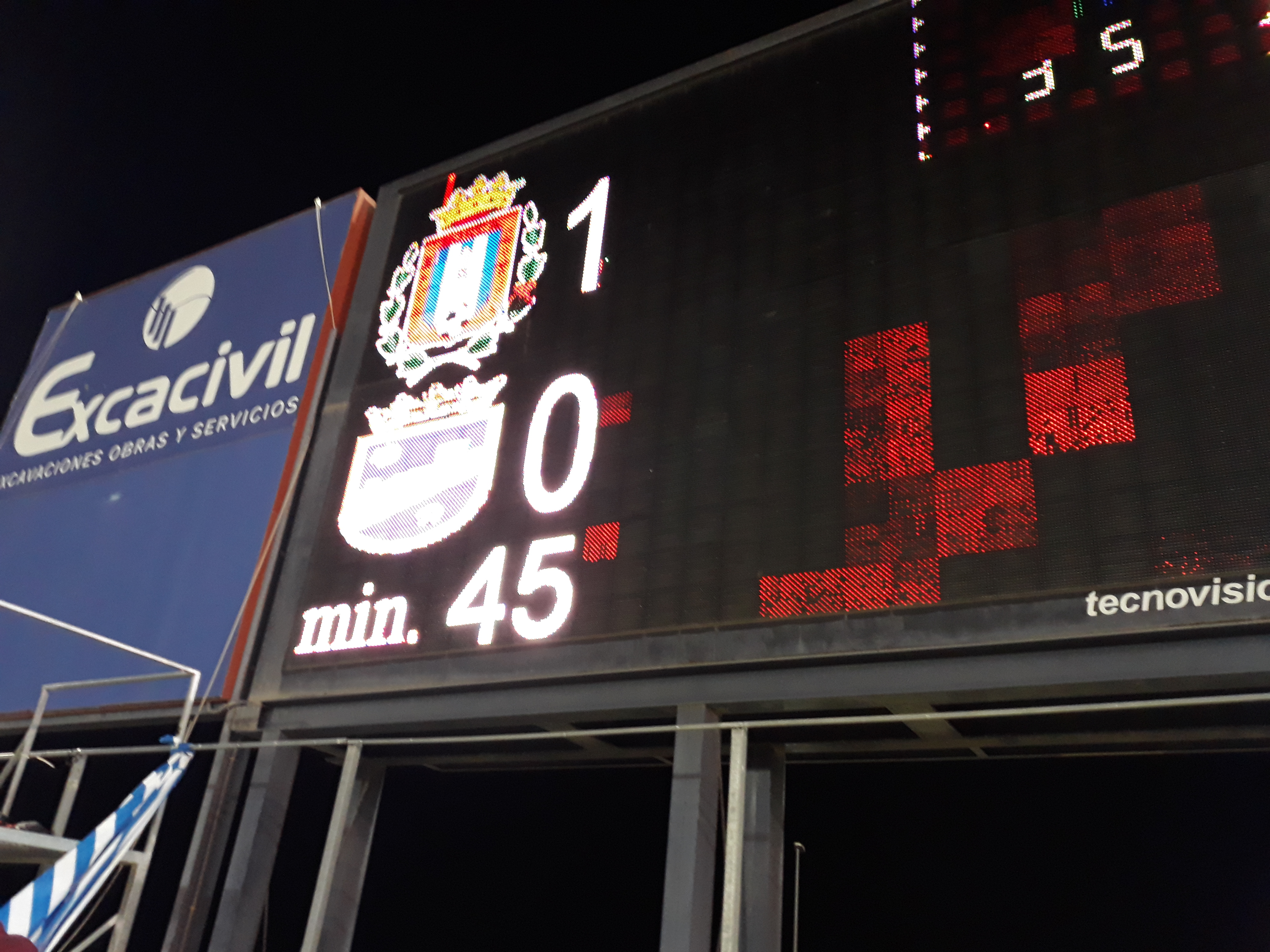
Marcador del derbi de 2018.

Desde su fundación el Lorca Deportiva mantuvo una fuerte rivalidad con el otro club de la ciudad, La Hoya Lorca, a pesar de que ambos nunca coincidieron en la misma categoría durante años. Cuando en 2012 se funda el Lorca Deportiva, La Hoya Lorca milita en Tercera División y modifica su escudo añadiendo el Castillo de Lorca para tratar de aglutinar a toda la afición de la ciudad. Esta decisión molesta a muchos aficionados lorquinos, que creen que La Hoya trata de ocupar un espacio que no le corresponde. Otro momento de fricción entre ambas entidades llega cuando en los veranos de 2012, 2013 y 2014 es La Hoya Lorca y no el Lorca Deportiva quien disputa el clásico Trofeo Playa y Sol en Águilas al ser el equipo hoyero el club en categoría superior. En 2015 es el Lorca Deportiva quien disputa el trofeo, algo que sienta mal en el club hoyero. Durante las temporadas siguientes el Lorca Deportiva se ve obligado a jugar en varias ocasiones fuera del Francisco Artés Carrasco porque coinciden partidos de ambos equipos y el Ayuntamiento de la ciudad prioriza que las instalaciones municipales las utilice el club de superior categoría. Diversos menosprecios de directivos de La Hoya hacia el Lorca y la parcialidad de los medios de comunicación locales hacia el club pedáneo contribuyen a alimentar la rivalidad entre ambos clubes pese a no haber disputado nunca un solo partido.
A finales del año 2015 el empresario chino Xu Genbao adquiere La Hoya e inmediatamente comienza a hablarse de una posible "unión del fútbol lorquino" fusionando ambos clubes en uno o desapareciendo el Lorca Deportiva para dejar vía libre al proyecto de Genbao en la ciudad. Los aficionados del Lorca Deportiva se manifiestan de inmediato contra ello y el cántico ¡No a la fusión! se convierte en habitual en el Artés cuando el Lorca juega como local. Terminada la temporada la directiva de La Hoya y la directiva del Lorca mantienen una serie de reuniones buscando un acuerdo. Xu Genbao se manifiesta inflexible, pues quiere que su club se llame Lorca Fútbol Club y la directiva del Lorca quiere que al menos se mantenga el nombre de Lorca Deportiva. Las negociaciones se rompen tras la negativa de Genbao y ambos clubes salen a competir en la campaña 2016–2017 por separado, aunque La Hoya no consigue cambiar a tiempo el nombre del club para esta temporada. El 21 de julio ambos clubes son emparejados en el sorteo de la Copa del Rey en la primera ronda, en el que supone el primer enfrentamiento oficial entre los dos equipos. En el partido La Hoya solo puede superar al Lorca Deportiva en la prórroga cuando el equipo lorquinista se queda con 9 jugadores por dos expulsiones.
En la temporada 2018/19 ambos equipos coinciden por primera vez en la misma categoría, en Tercera División. Tras dos campañas en la misma categoría, que se saldan con 3 victorias en 3 partidos a favor del Lorca Deportiva, sus caminos se separan. El Lorca Deportiva asciende a Segunda División B y el Fútbol Club permanece en Tercera. En la campaña 2020/21 el Lorca Deportiva regresa a Tercera pero el Fútbol Club desciende también, en su caso a Preferente. En febrero de 2022 el FC se retira de la competición en Preferente y desaparece poco después, poniendo punto final a una década de rivalidad entre clubes de Lorca.
| Fecha                    | Categoría          | Local              | Resultado | Visitante          | Estadio                  |
| ------------------------ | ------------------ | ------------------ | --------- | ------------------ | ------------------------ |
| 15 de septiembre de 2013 | Primera Autonómica | CF Lorca Deportiva | 1-2       | La Hoya Lorca CF B | Campo del Mundial 82     |
| 1 de febrero de 2014     | Primera Autonómica | La Hoya Lorca CF B | 1-1       | CF Lorca Deportiva | Los Tollos               |
| 31 de agosto de 2016     | Copa del Rey       | CF Lorca Deportiva | 1-2       | Lorca FC           | Campo del Mundial 82     |
| 20 de noviembre de 2016  | Tercera División   | CF Lorca Deportiva | 2-1       | Lorca FC B         | Francisco Artés Carrasco |
| 16 de abril de 2017      | Tercera División   | Lorca FC B         | 2-1       | CF Lorca Deportiva | Los Tollos               |
| 25 de noviembre de 2018  | Tercera División   | CF Lorca Deportiva | 1-0       | Lorca FC           | Francisco Artés Carrasco |
| 13 de abril de 2019      | Tercera División   | Lorca FC           | 0-1       | CF Lorca Deportiva | Francisco Artés Carrasco |
| 1 de diciembre de 2019   | Tercera División   | CF Lorca Deportiva | 1-0       | Lorca FC           | Francisco Artés Carrasco |

## Trofeo Manny Pelegrín

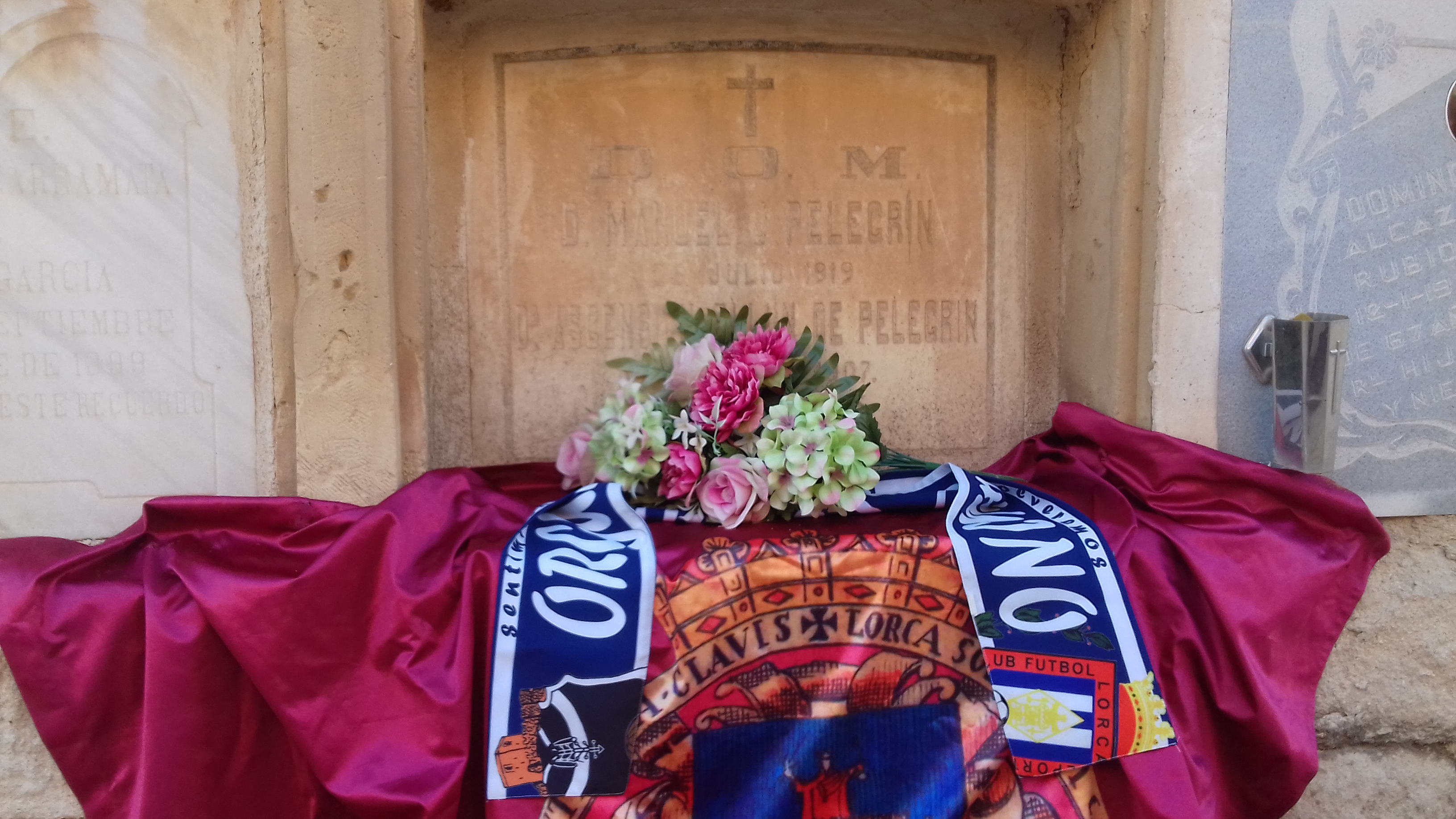
Tumba de Manny Pelegrín.

Desde 2014 el CF Lorca Deportiva organiza el Trofeo Manny Pelegrín. El torneo amistoso toma el nombre del fundador del primer club de fútbol de la ciudad, el inglés de padre lorquino Manuel José Pelegrín Dunn, conocido en Lorca como Manny o Mannie. Hijo de Manuel José Pelegrín Rodríguez, que emigró a Reino Unido a los 25 años y se asentó en Newcastle upon Tyne donde formó su familia, fundó varios negocios relacionados con el carbón y fue nombrado Cónsul de Argentina, México y España.
Manny Pelegrín nace en Newcastle el 14 de julio de 1857. En 1884, con 26 años, viaja a Lorca para conocer a su familia murciana y para visitar varias minas en Carboneras y Almagrera de las que era accionista junto a su familia. En Lorca conoció a su prima hermana, Ascensión Ellún de Pelegrín, con la que terminaría casándose en 1886. Manny y Ascensión tienen dos hijos, Manuel José y Mariano Patrick. Ascensión muere a causa de la diabetes en 1907 y en 1910 vuelve a casarse con Rosario, su cuñada. Manny es quien introduce el fútbol en la ciudad, practicándolo junto a sus hijos y jóvenes lorquinos en diversas plazas de la ciudad. El 17 de enero de 1901 funda el Lorca Foot-Ball Club, del que Manny fue presidente hasta el año 1914 y director técnico hasta 1918. Manny Pelegrín falleció en Lorca el 25 de julio de 1919 con 62 años.
| Edición | Fecha                    | Local              | Resultado      | Visitante            | Estadio                  |
| ------- | ------------------------ | ------------------ | -------------- | -------------------- | ------------------------ |
| I       | 9 de agosto de 2014      | CF Lorca Deportiva | 0-7            | UCAM Murcia CF       | Francisco Artés Carrasco |
| II      | 3 de agosto de 2016      | CF Lorca Deportiva | 2-2 (3-2) (p.) | Granada CF B         | Campo del Mundial 82     |
| III     | 9 de agosto de 2017      | CF Lorca Deportiva | 1-3            | Elche CF             | Francisco Artés Carrasco |
| IV      | 5 de agosto de 2018      | CF Lorca Deportiva | 1-2            | FC Jumilla           | Campo del Mundial 82     |
| V       | 7 de agosto de 2019      | CF Lorca Deportiva | 0-3            | UCAM Murcia CF       | José Miñarro             |
| VI      | 26 de septiembre de 2020 | CF Lorca Deportiva | 1-0            | FC La Unión Atlético | Francisco Artés Carrasco |
| VII     | 21 de agosto de 2021     | CF Lorca Deportiva | 1-2            | UD Almería B         | Francisco Artés Carrasco |
| VIII    | 12 de agosto de 2022     | CF Lorca Deportiva | 1-1 (5-4) (p.) | FC Cartagena B       | Francisco Artés Carrasco |
| IX      | 9 de agosto de 2023      | CF Lorca Deportiva | 0-2            | Real Murcia CF       | Francisco Artés Carrasco |
| X       | 10 de agosto de 2024     | CF Lorca Deportiva | 1-0            | Yeclano Deportivo    | Francisco Artés Carrasco |
| XI      | 5 de agosto de 2025      | CF Lorca Deportiva | 0-1            | CD Alcoyano          | Francisco Artés Carrasco |

## Trofeo Alcalde de Lorca
En 2014 el Lorca Deportiva rescató el Trofeo Alcalde de Lorca, un torneo amistoso que entrega el alcalde de la ciudad, cuya primera edición se celebró en el año 1995 con un amistoso entre el Lorca CF y el Borussia Dortmund.
| Edición | Fecha                | Local                | Resultado    | Visitante                     | Estadio                  |
| ------- | -------------------- | -------------------- | ------------ | ----------------------------- | ------------------------ |
| I       | 7 de febrero de 1995 | Lorca CF             | 1-3          | Borussia Dortmund             | San José                 |
| II      | 24 de agosto de 2014 | Callosa Deportiva CF | 1-0          | AD Caravaca                   | Francisco Artés Carrasco |
| II      | 24 de agosto de 2014 | CF Lorca Deportiva   | 0-1          | Callosa Deportiva CF          | Francisco Artés Carrasco |
| II      | 24 de agosto de 2014 | CF Lorca Deportiva   | 1-1          | AD Caravaca                   | Francisco Artés Carrasco |
| III     | 16 de julio de 2015  | CF Lorca Deportiva   | 0-4          | Sevilla FC                    | Francisco Artés Carrasco |
| IV      | 26 de agosto de 2022 | CF Lorca Deportiva   | 1-2          | Recreativo Granada            | Francisco Artés Carrasco |
| V       | 27 de agosto de 2023 | CF Lorca Deportiva   | 0-1          | Racing Cartagena Mar Menor FC | Francisco Artés Carrasco |
| VI      | 21 de agosto de 2024 | CF Lorca Deportiva   | 2-2 (4-5 p.) | UD Almería B                  | Francisco Artés Carrasco |
| VII     | 30 de julio de 2025  | CF Lorca Deportiva   | 1-2          | Real Murcia CF                | Francisco Artés Carrasco |

## Palmarés

### Torneos nacionales
| Torneos nacionales     | Torneos nacionales                 | Torneos nacionales |
| Competición            | Títulos                            | Subcampeonatos     |
| ---------------------- | ---------------------------------- | ------------------ |
| Tercera División (4/1) | 2015/16, 2016/17, 2019/20, 2024/25 | 2018/19            |

### Torneos regionales
| Torneos regionales              | Torneos regionales | Torneos regionales |
| Competición                     | Títulos            | Subcampeonatos     |
| ------------------------------- | ------------------ | ------------------ |
| Preferente Autonómica (1)       | 2014/15            |                    |
| Copa RFEF - Fase Autonómica (1) | 2015, 2022         |                    |

### Torneos amistosos
| Torneos amistosos                  | Torneos amistosos            | Torneos amistosos                  |
| Competición                        | Títulos                      | Subcampeonatos                     |
| ---------------------------------- | ---------------------------- | ---------------------------------- |
| Trofeo Centenario (1)              | 2014                         |                                    |
| Trofeo Against Modern Football (1) | 2015                         |                                    |
| Trofeo Manny Pelegrín (4/6)        | 2016, 2020, 2022, 2024       | 2014, 2017, 2018, 2019, 2021, 2023 |
| Trofeo Playa y Sol (5/4)           | 2016, 2018, 2019, 2022, 2023 | 2015, 2017, 2021, 2024             |
| Trofeo Alcalde de Lorca (0/5)      |                              | 2014, 2015, 2022, 2023, 2024       |